# Biserica de lemn din Ferești

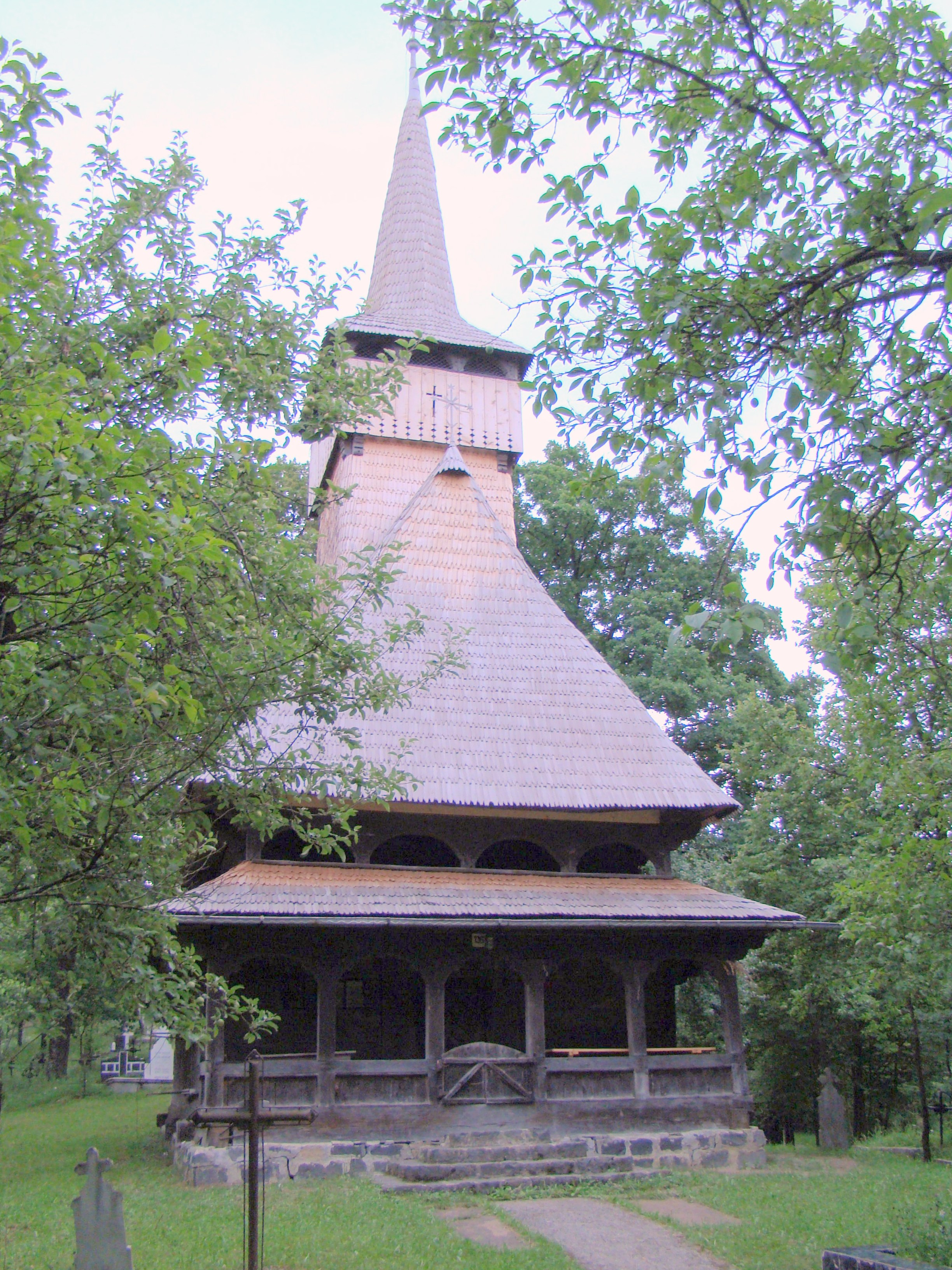
Biserica de lemn „Sfântul Nicolae” din Ferești, foto: iulie 2009.

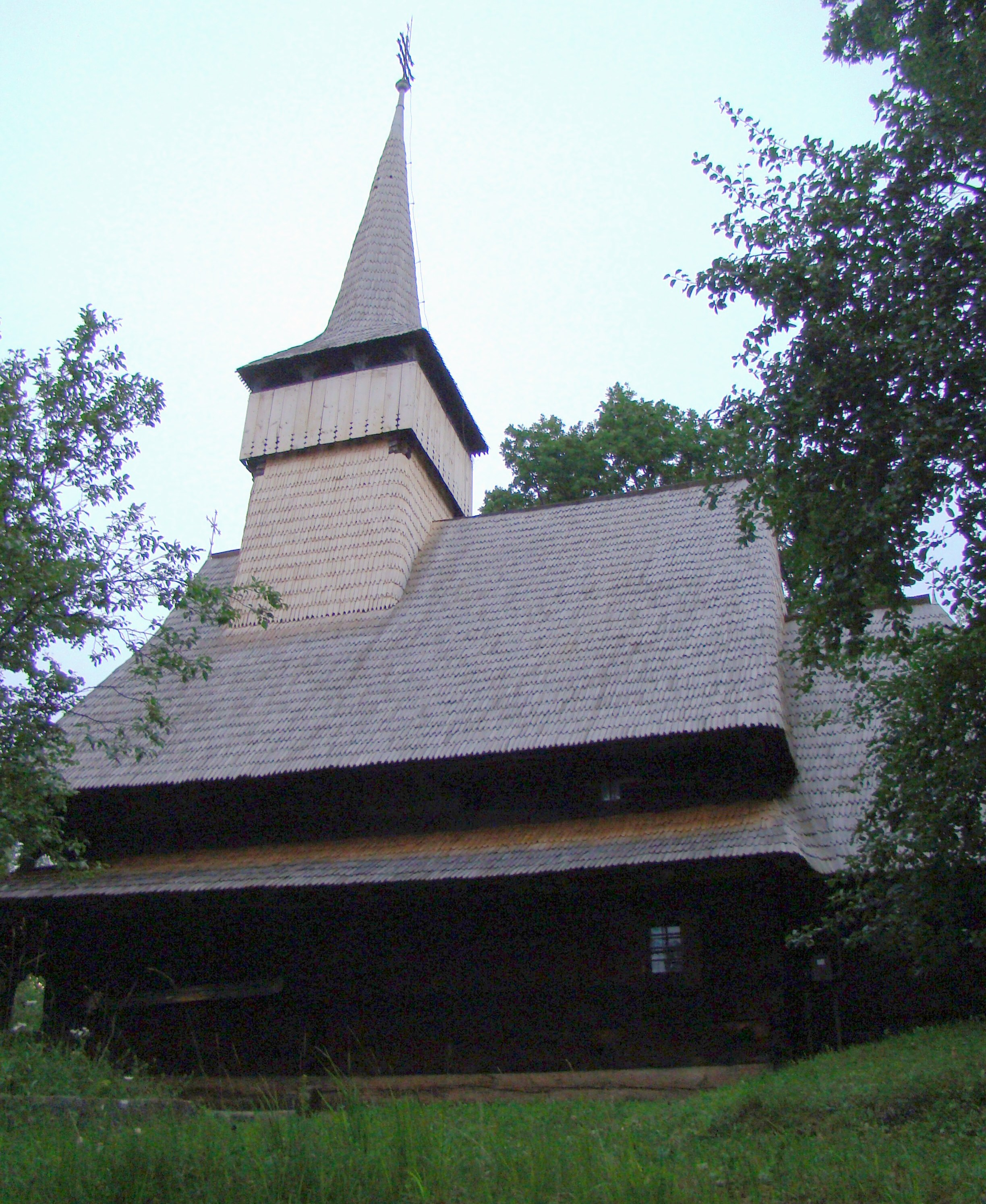
Biserica (sud)

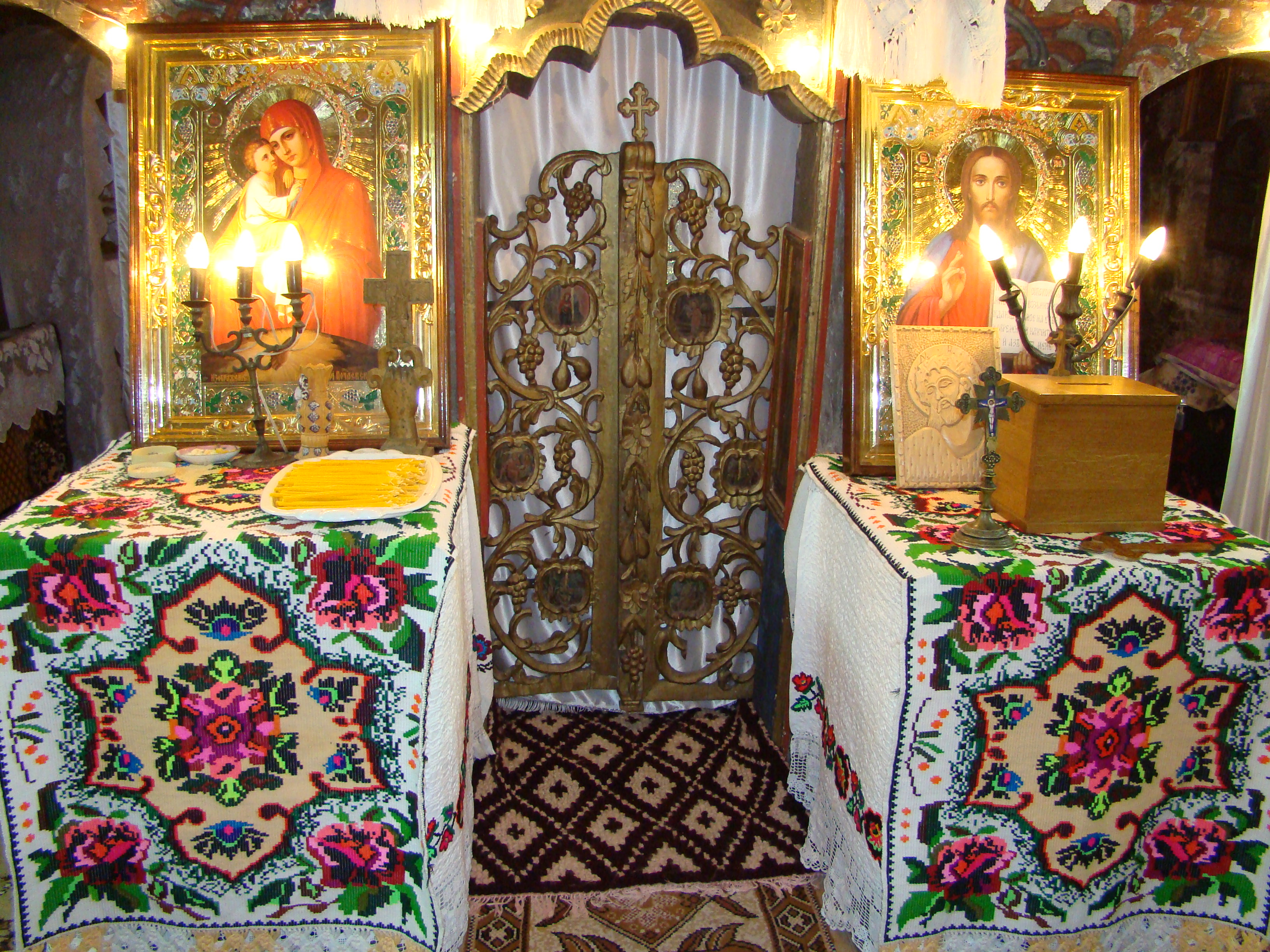
Uși și icoane împărătești

Biserica de lemn din Ferești, comuna Giulești, județul Maramureș datează din anul 1700 . Lăcașul are hramul „Sfântul Nicolae” și figurează pe lista monumentelor istorice, cod LMI MM-II-m-A-04574.

## Istoric și trăsături
Satul se află la 16 km sud de Sighet, așezat aproape de confluența Marei și Cosăului. Este atestat documentar încă din secolul XV. Are multe case de lemn într-un stil tradițional remarcabil cu porți mari, monumentale.
Biserica, având hramul Sfântul Nicolae, este construită din bârne de stejar în 1690 (după unii autori, ea ar fi fost ridicată mai târziu, în prima jumătate a secolului XVIII). Are nava dreptunghiulară, absida decroșată și de formă poligonală, acoperișul cu dublă poală.
Pictura a fost restaurată în prima jumătate a secolului al XIX-lea de un meșter necunoscut. Este în culori vii: roșu aprins, albastru, plus destul de mult alb, deosebit de armonios combinate potrivindu-se cu lumina slabă a interiorului, pentru a sublinia intensitatea acestuia. Se remarcă pe bolta naosului, într-un dreptunghi Treimea (Tatăl, cu un glob mare, albastru, pe care este pictată crucea, Fiul, cu o cruce mare în mână și Sfântul Duh sub formă de porumbel); într-un alt dreptunghi, Fecioara Maria; în medalioane Sfinții Cozma și Damian. În cele patru colțuri ale tavanului, cei patru apostoli. În altar un miel simbol al lui Iisus Hristos, tema paleocreștină.
	Pe tâmplă, printre altele se remarcă Iisus pe cruce, evangheliștii, diverse inscripții românești în caractere chirilice.
	În naos sunt mai ales scene din Vechiul Testament cum ar fi Sfântul Ilie în carul de foc, Daniil în groapa leilor, dar și din viata lui Iisus: Drumul crucii, Adormirea Maicii Domnului (Iisus ține sufletul Sfintei Marii pe brațul stâng), parabole.
	În pronaos se remarcă Judecata de apoi, parabola celor cinci fecioare cuminți și a celor cinci fecioare nebune.

## Imagini din interior

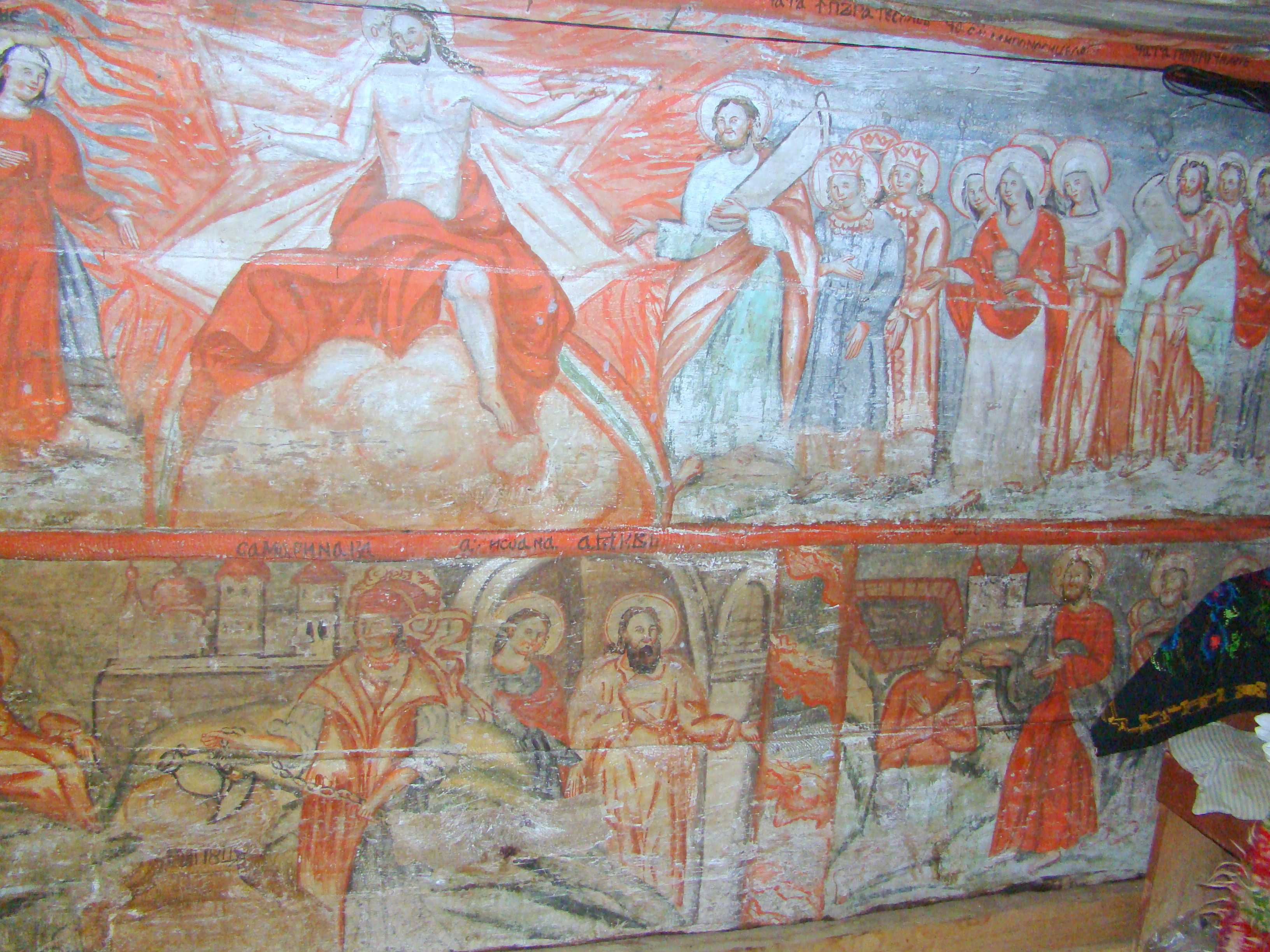
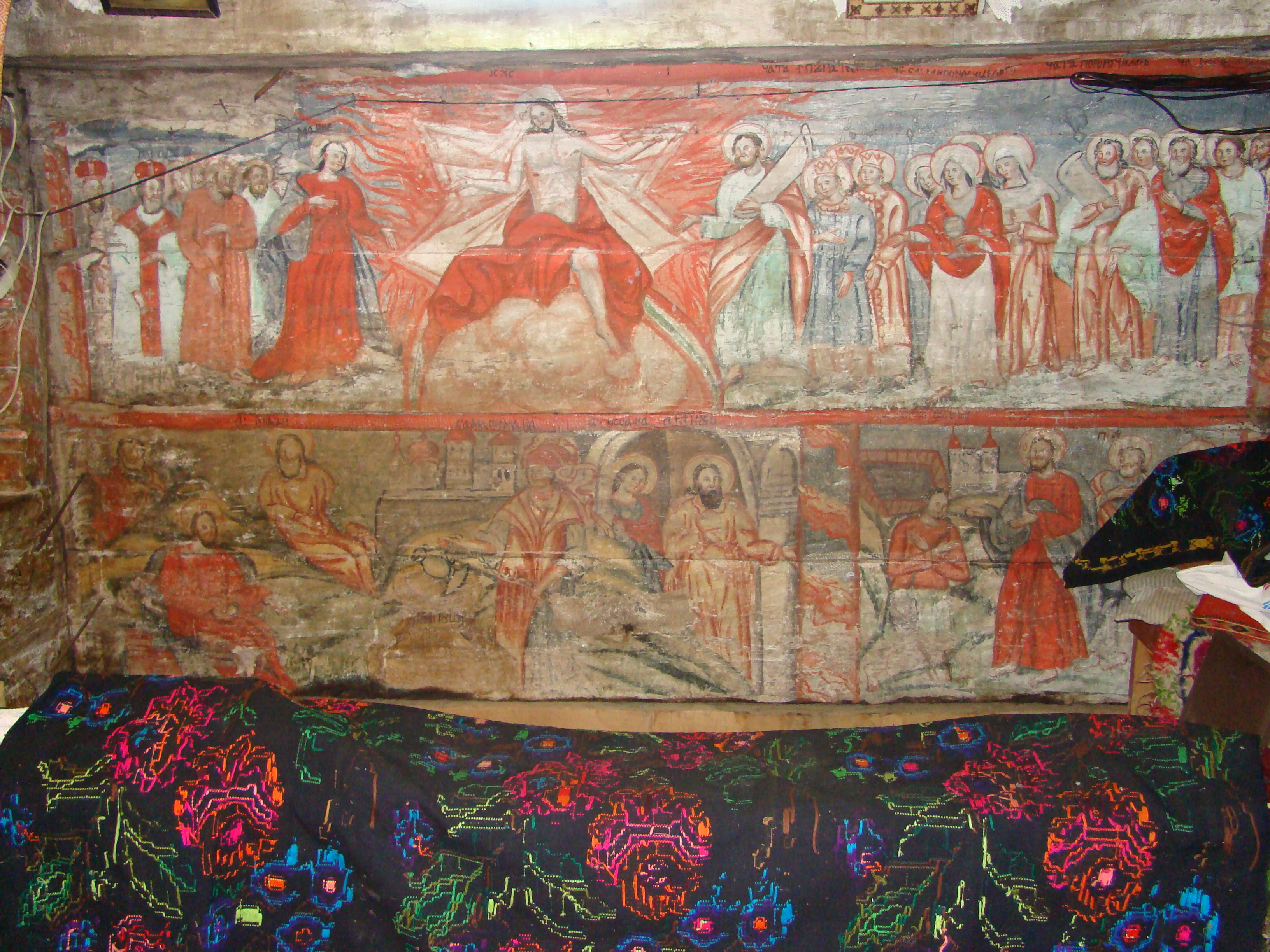
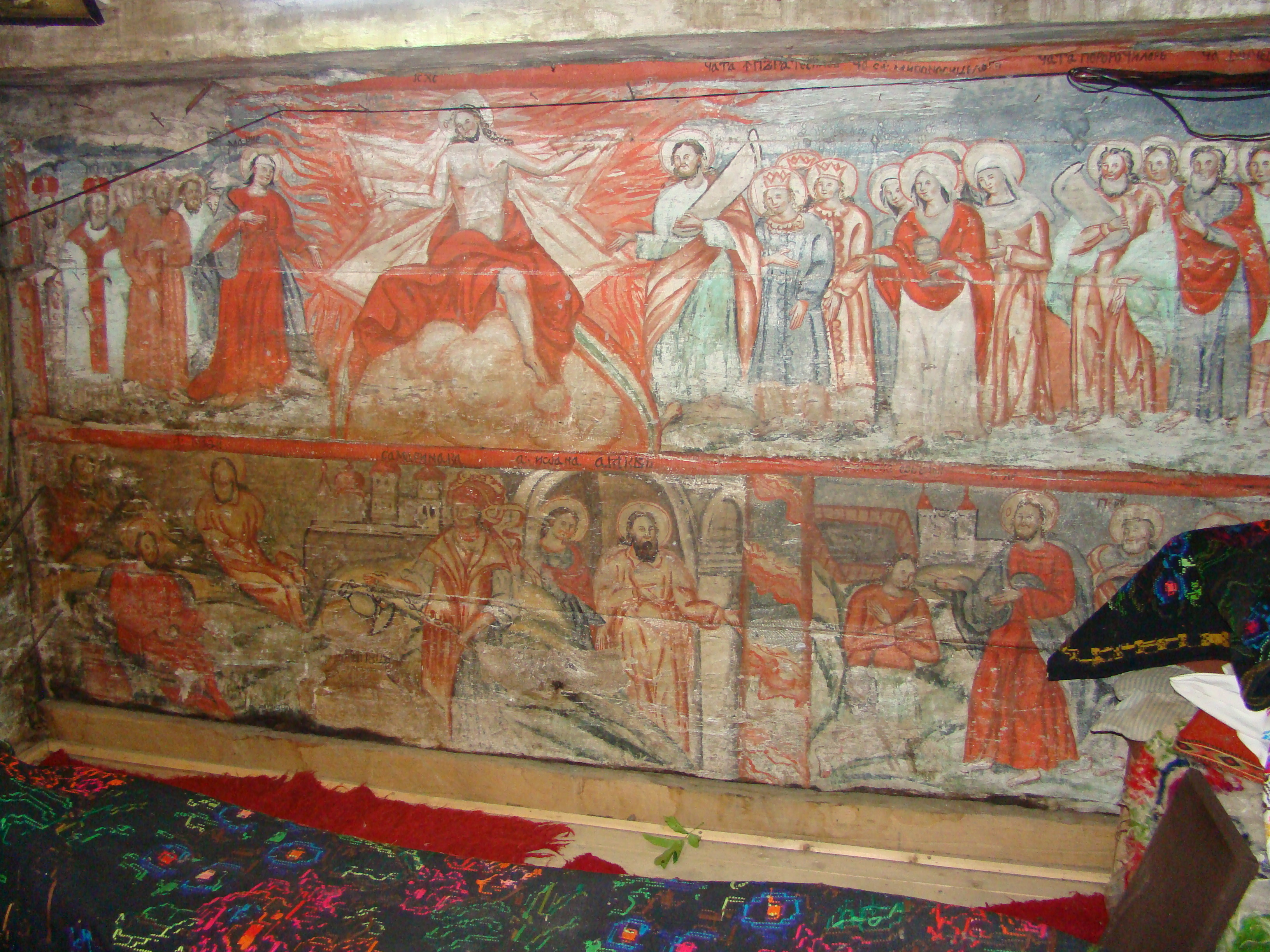
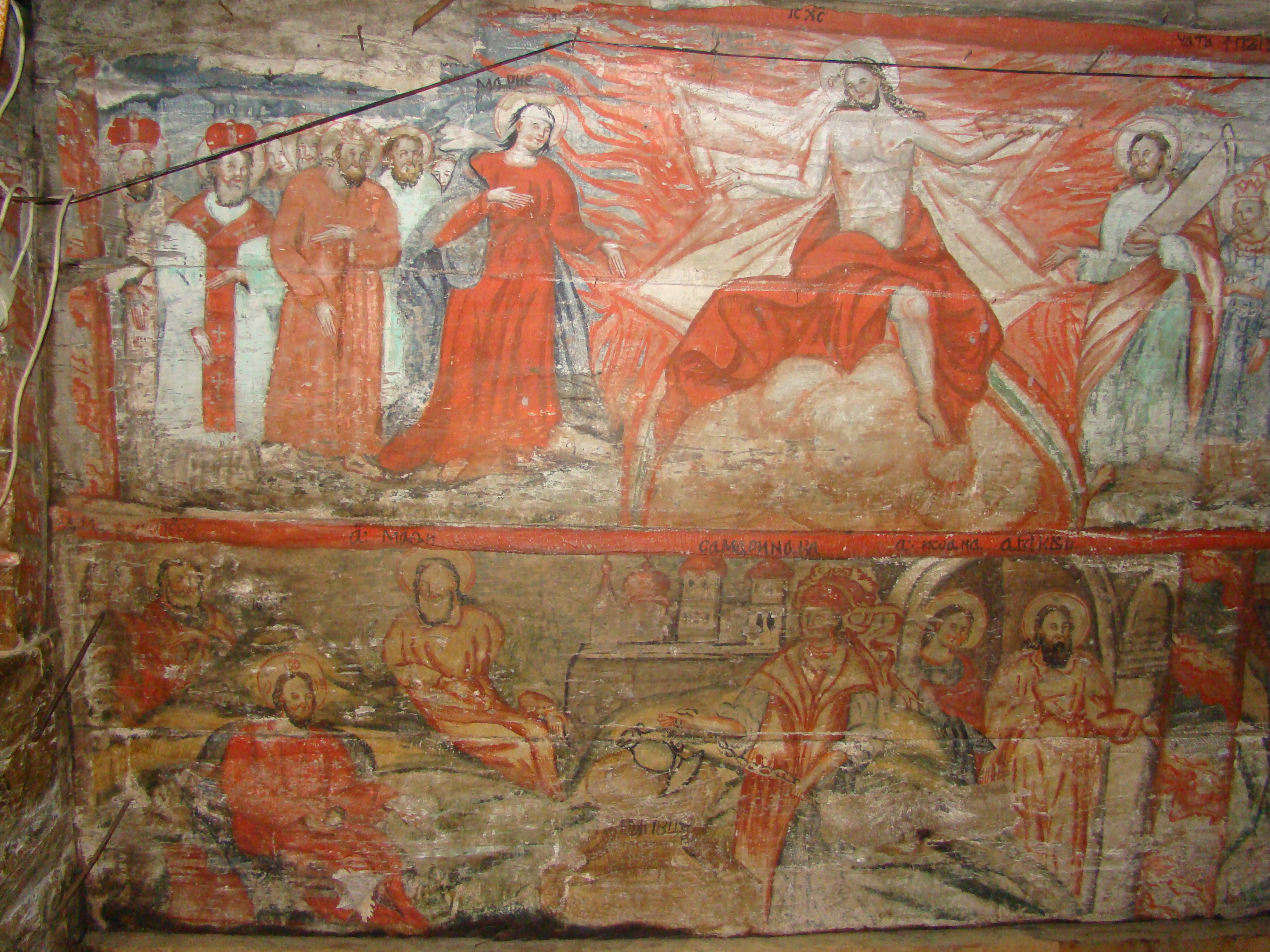
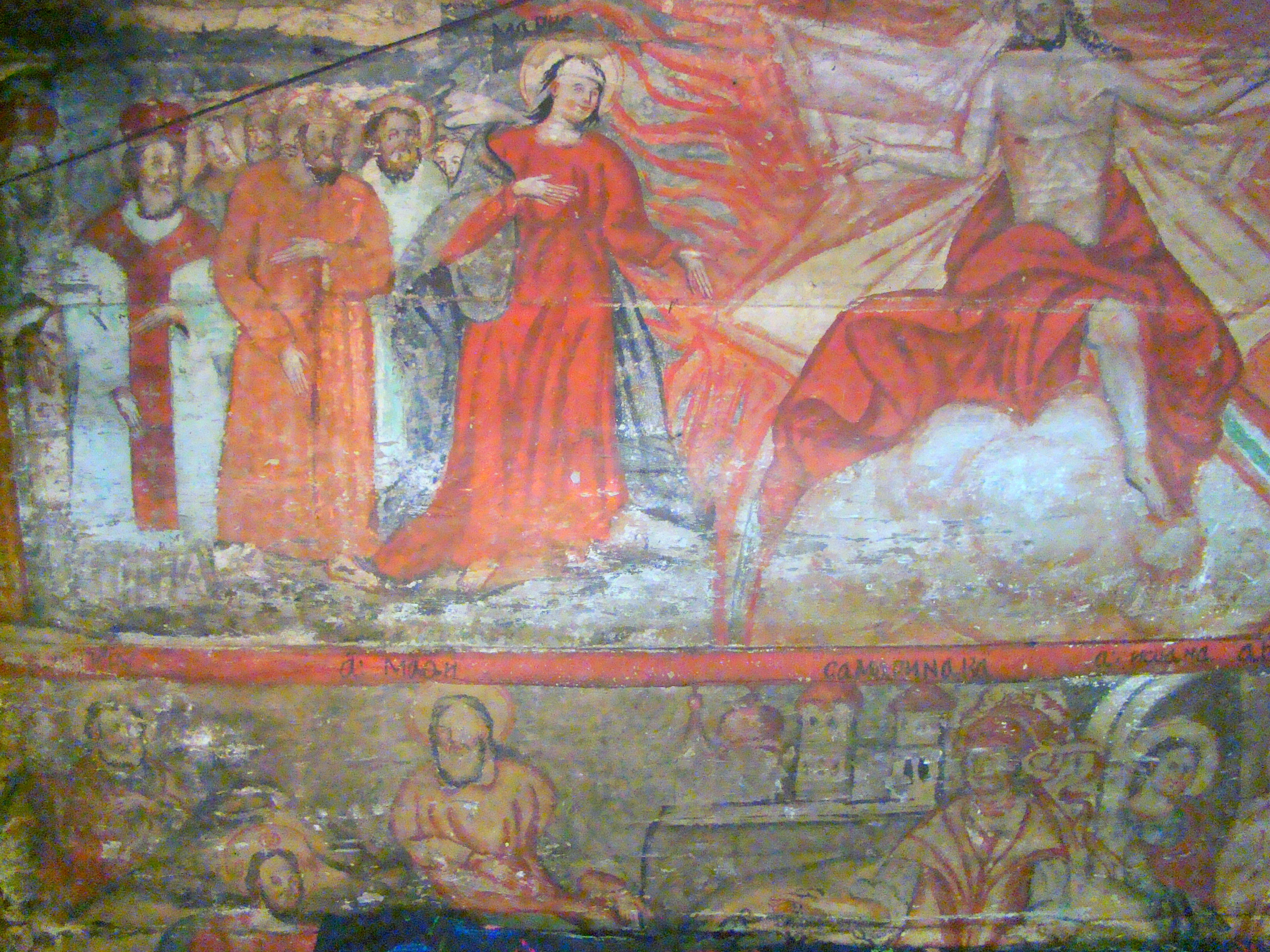
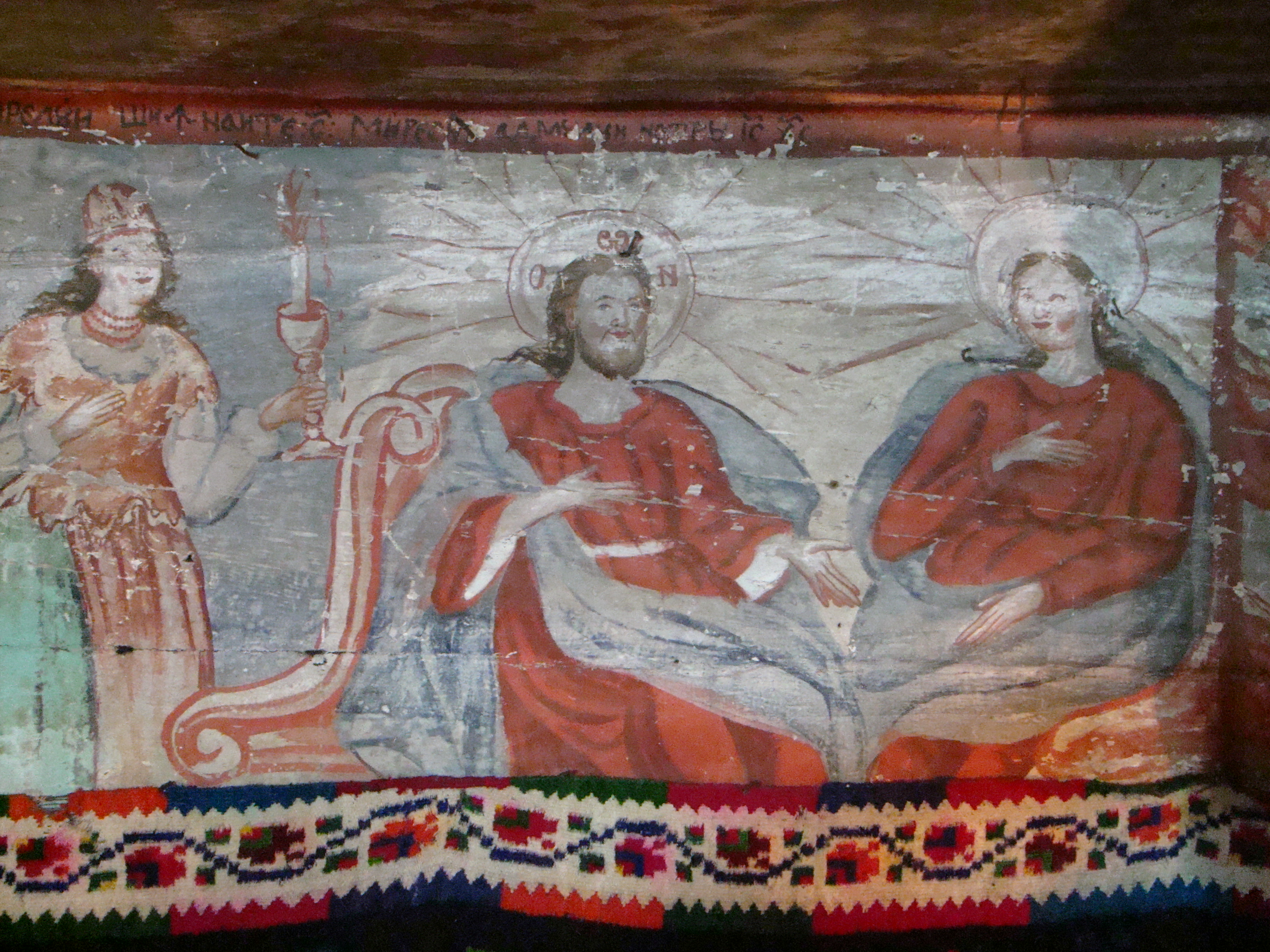
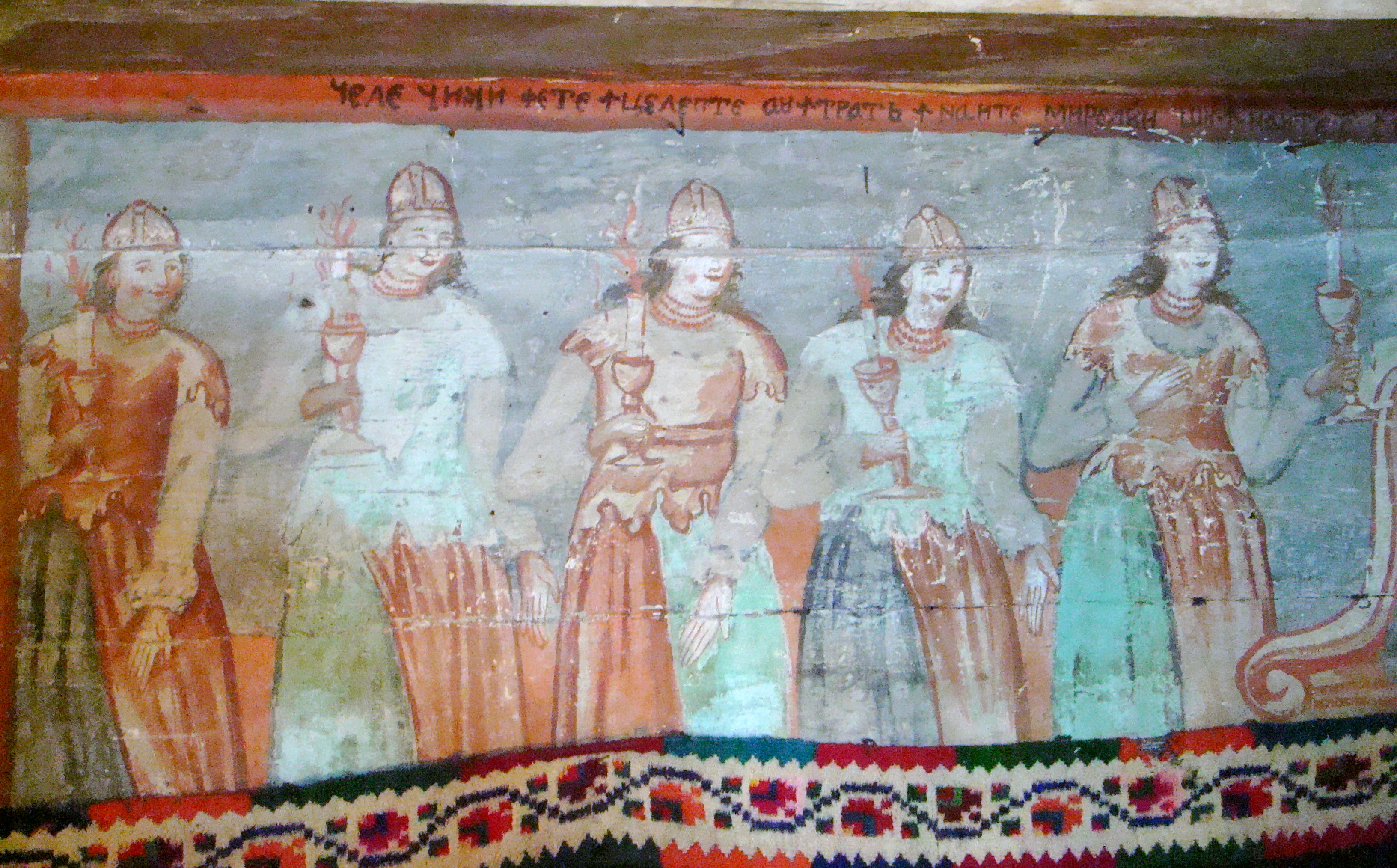
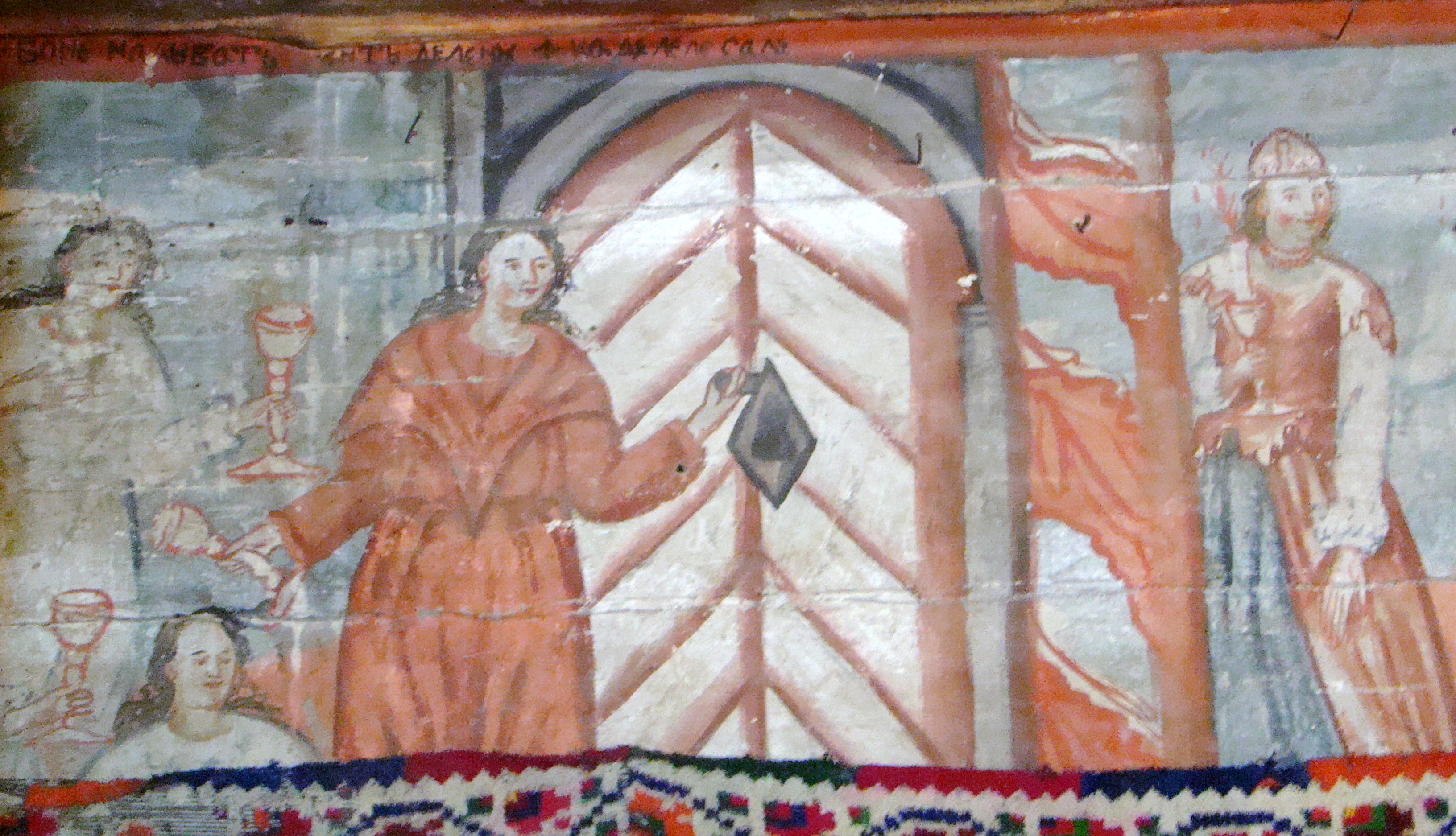
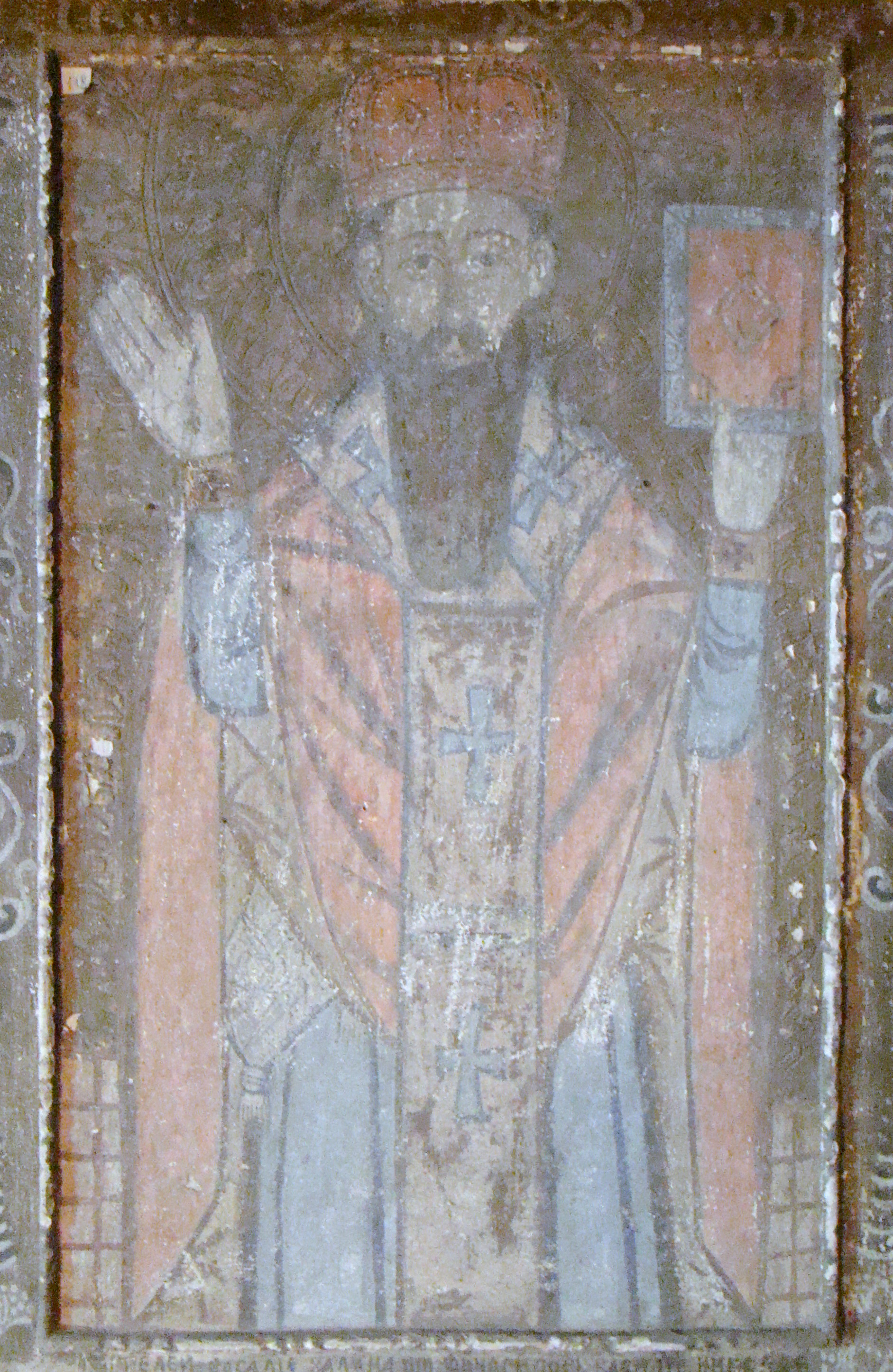
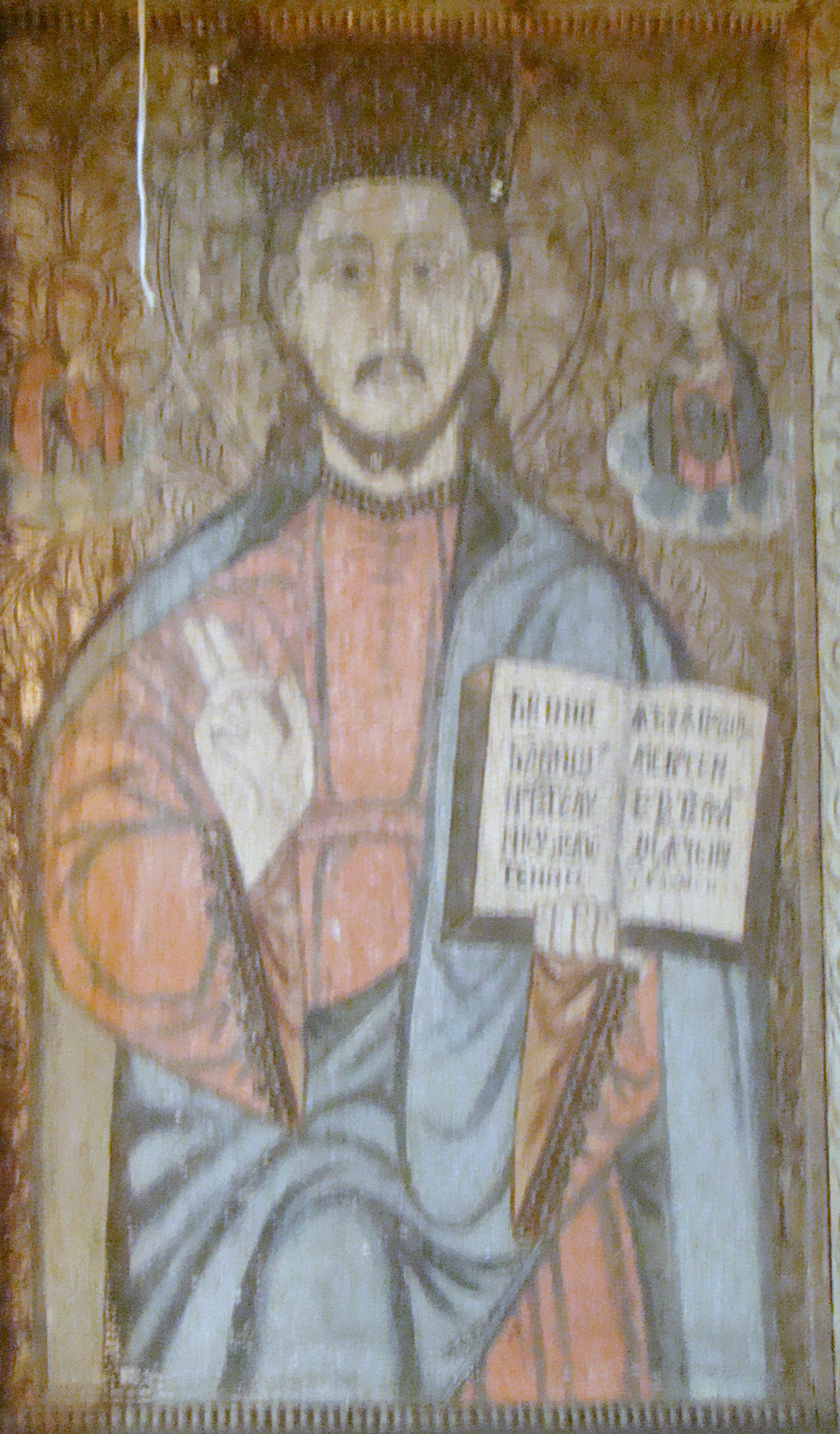
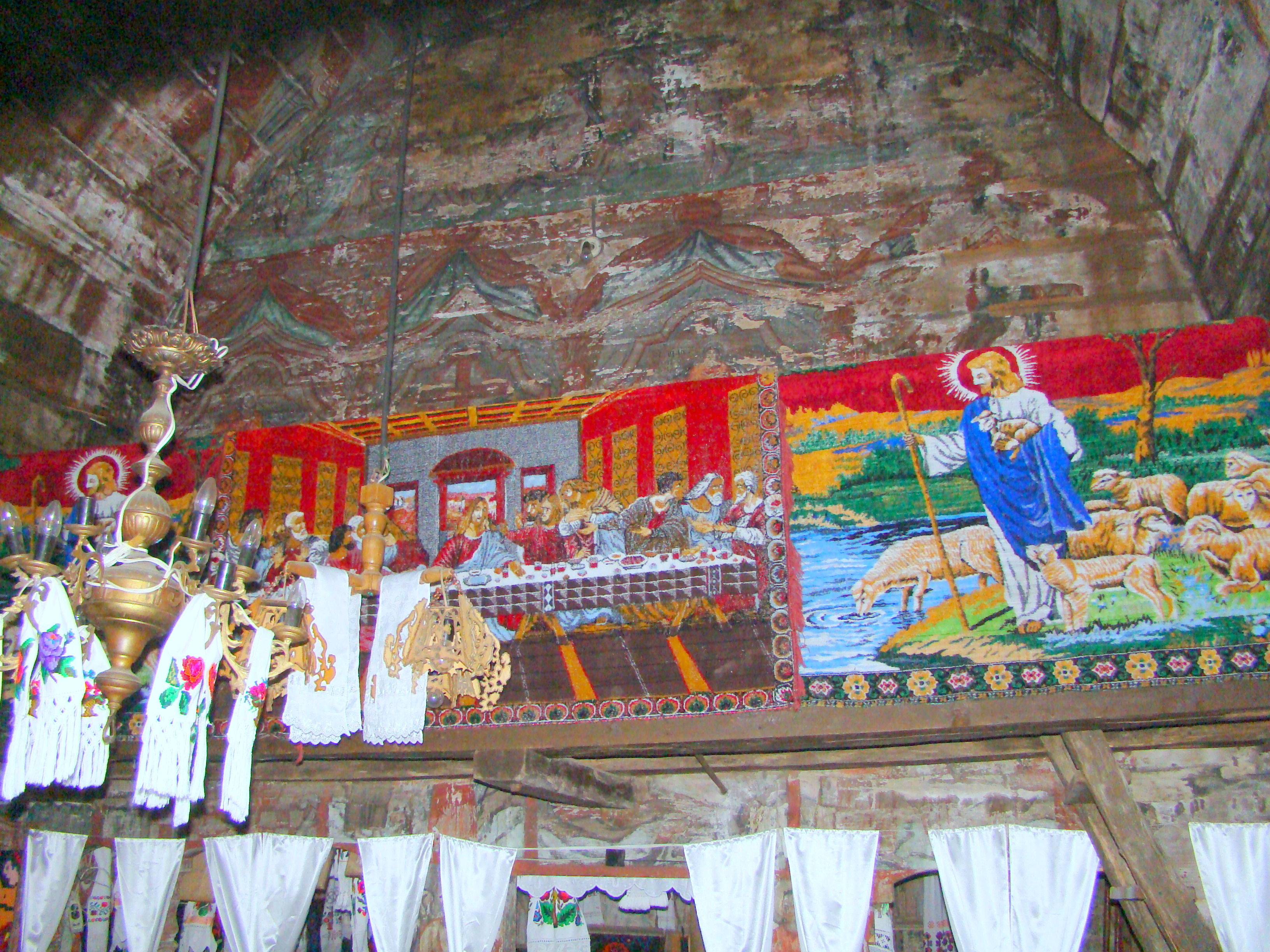
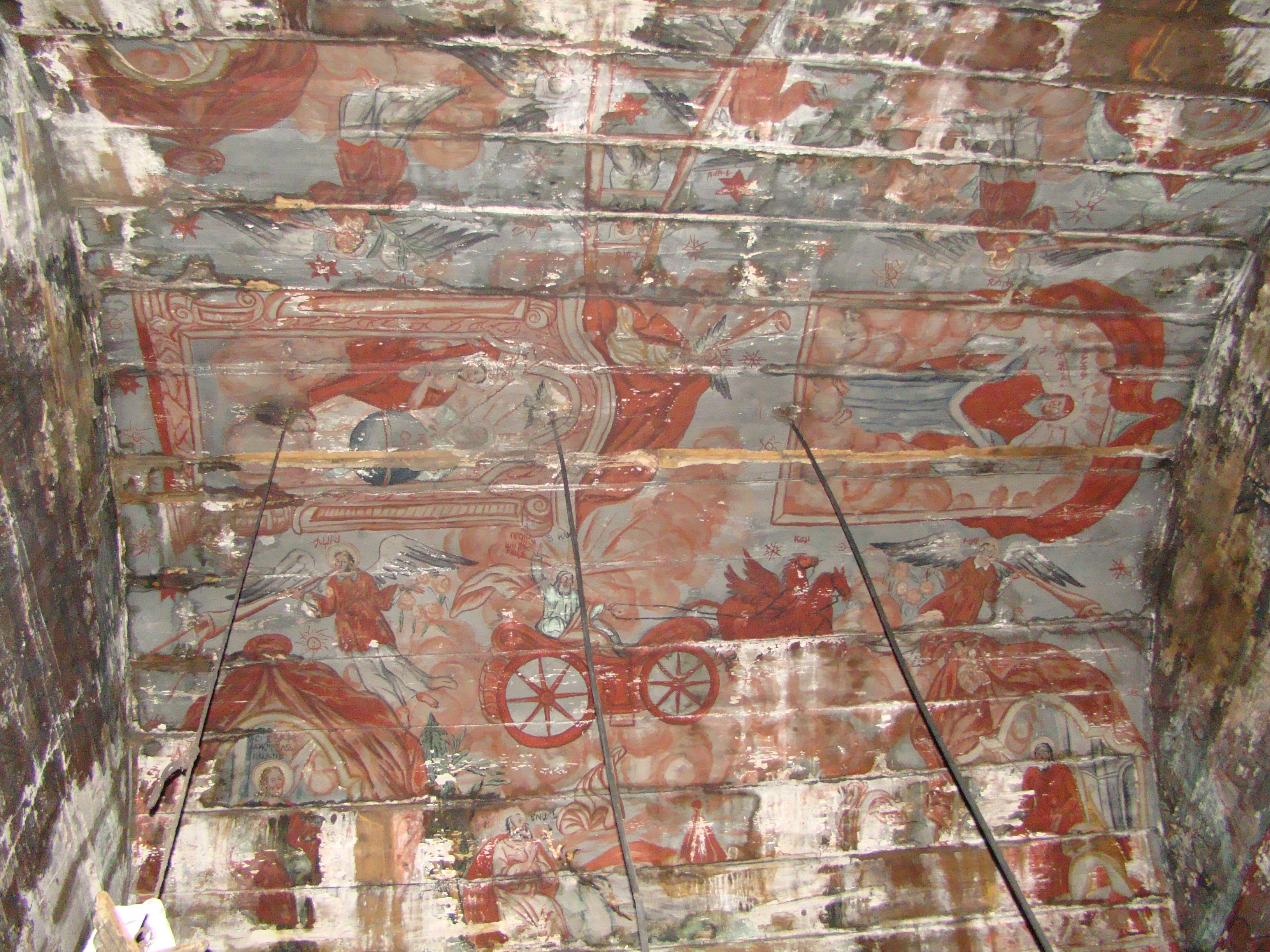
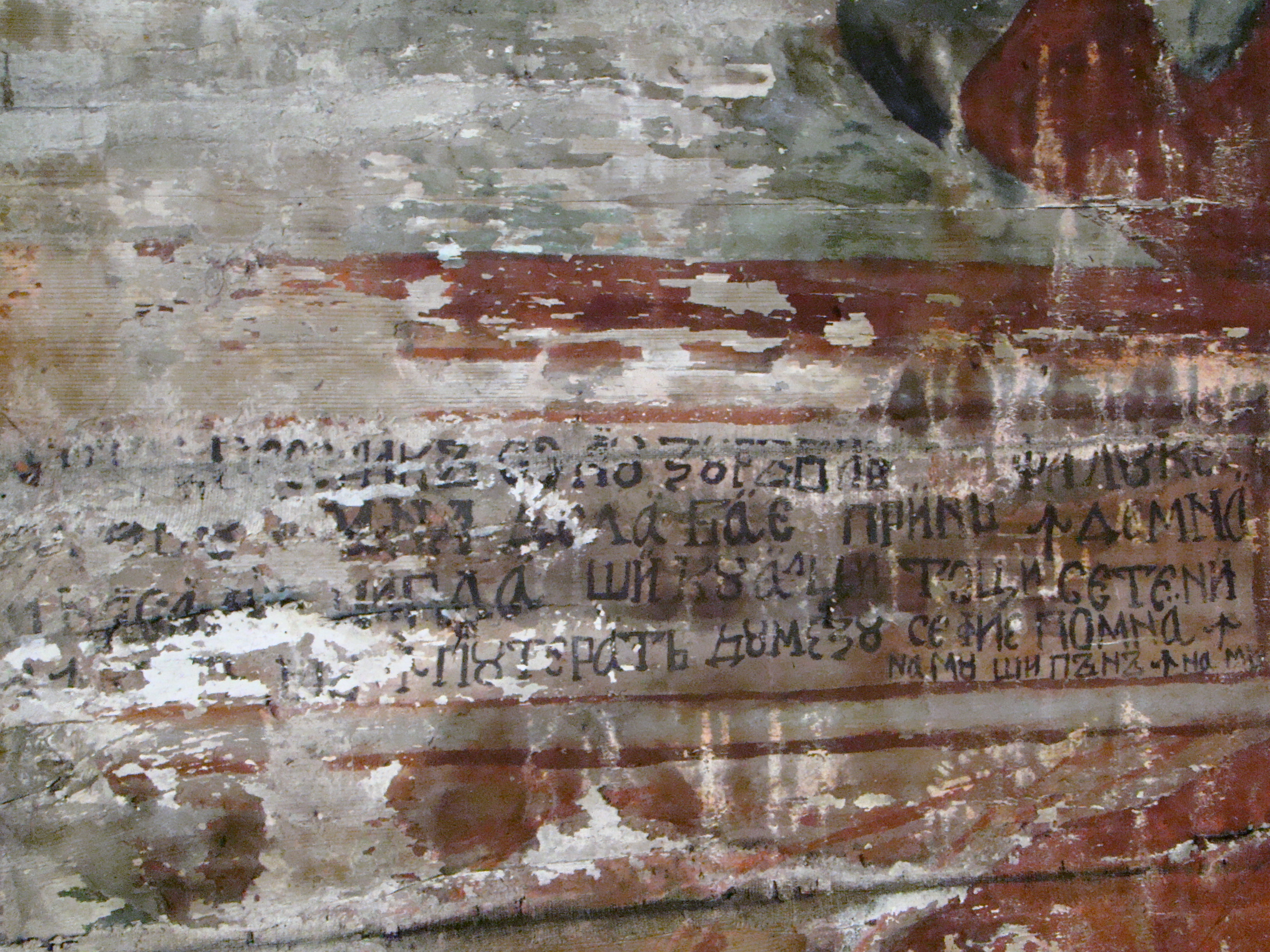
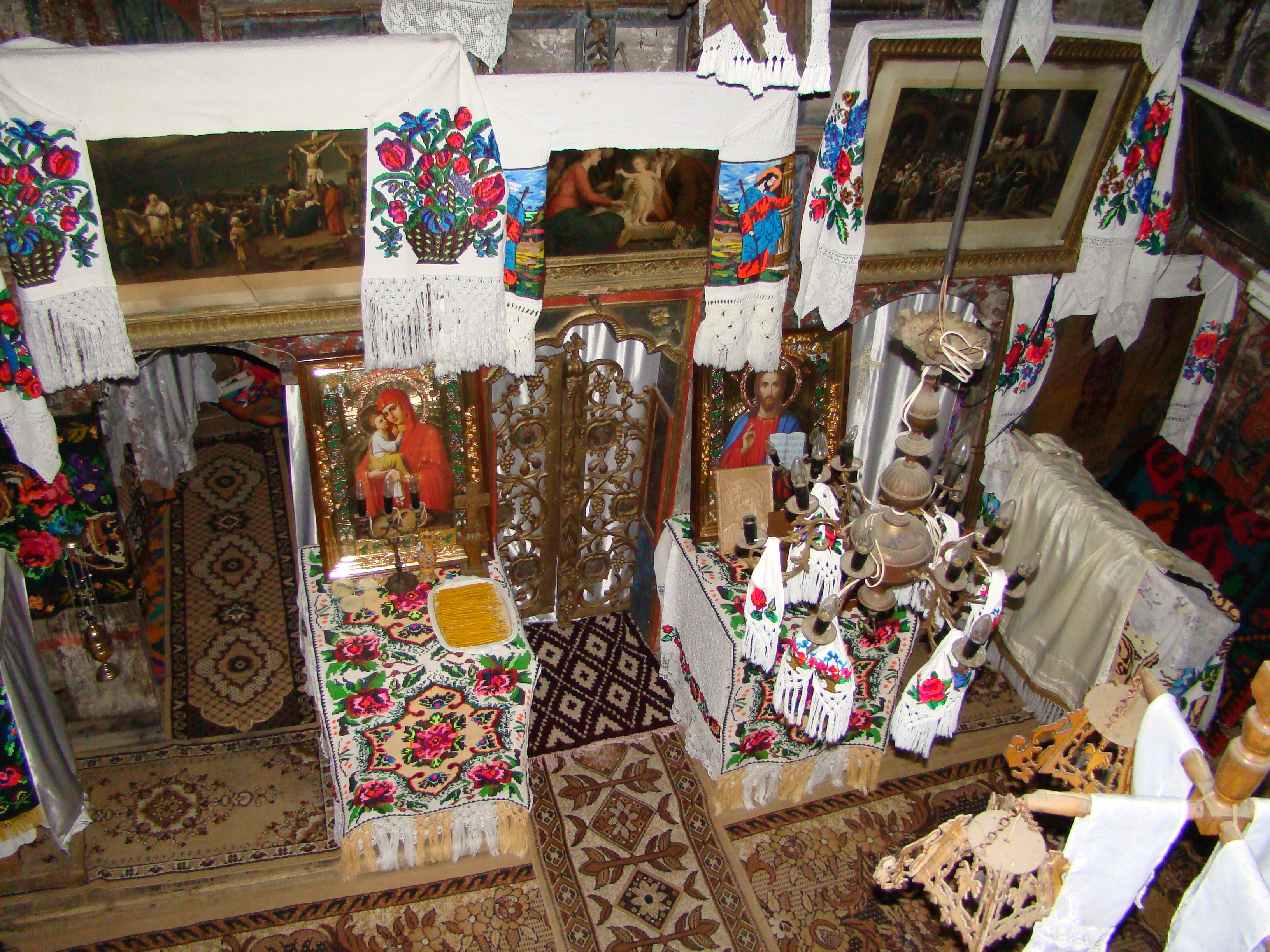
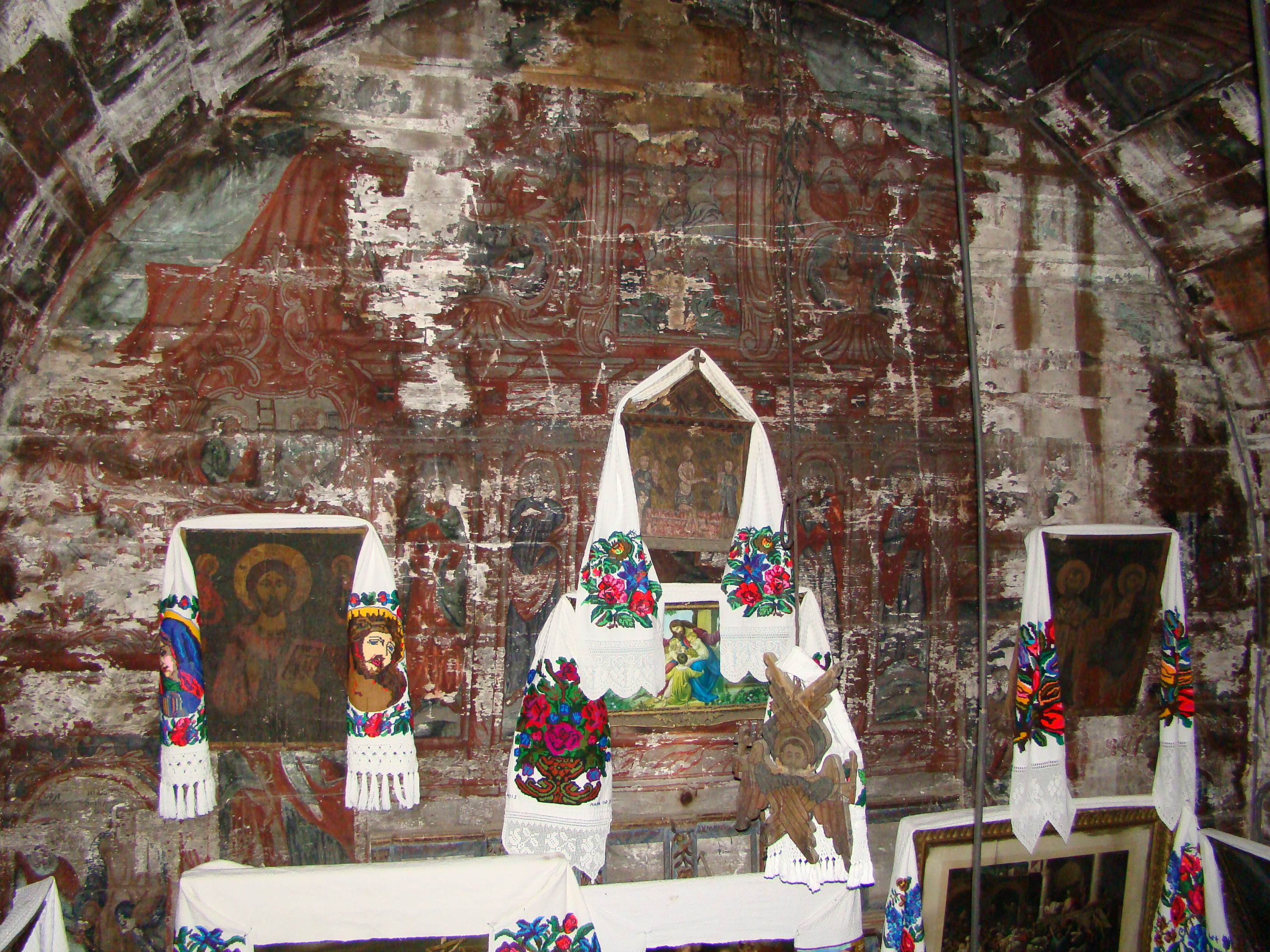
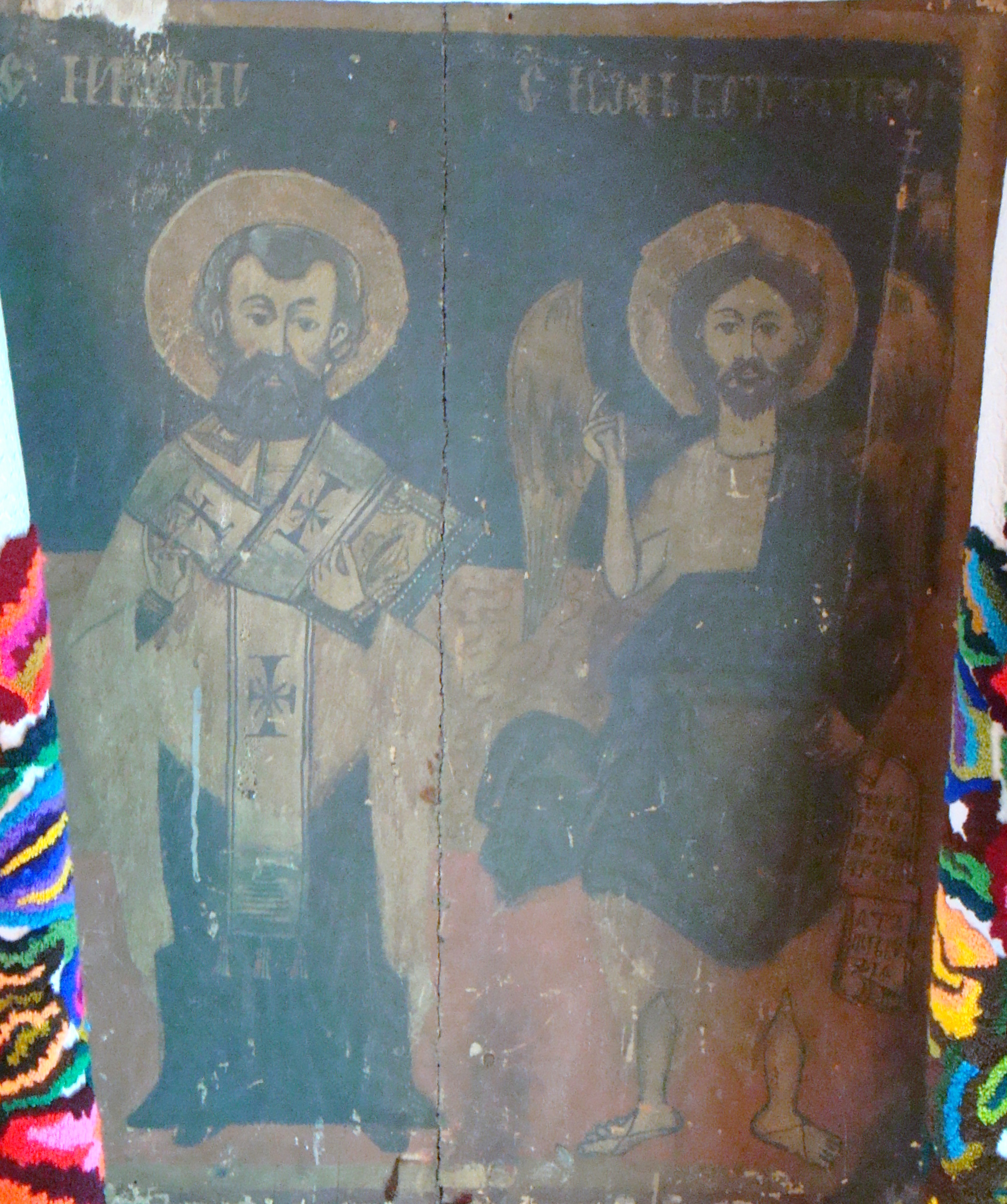
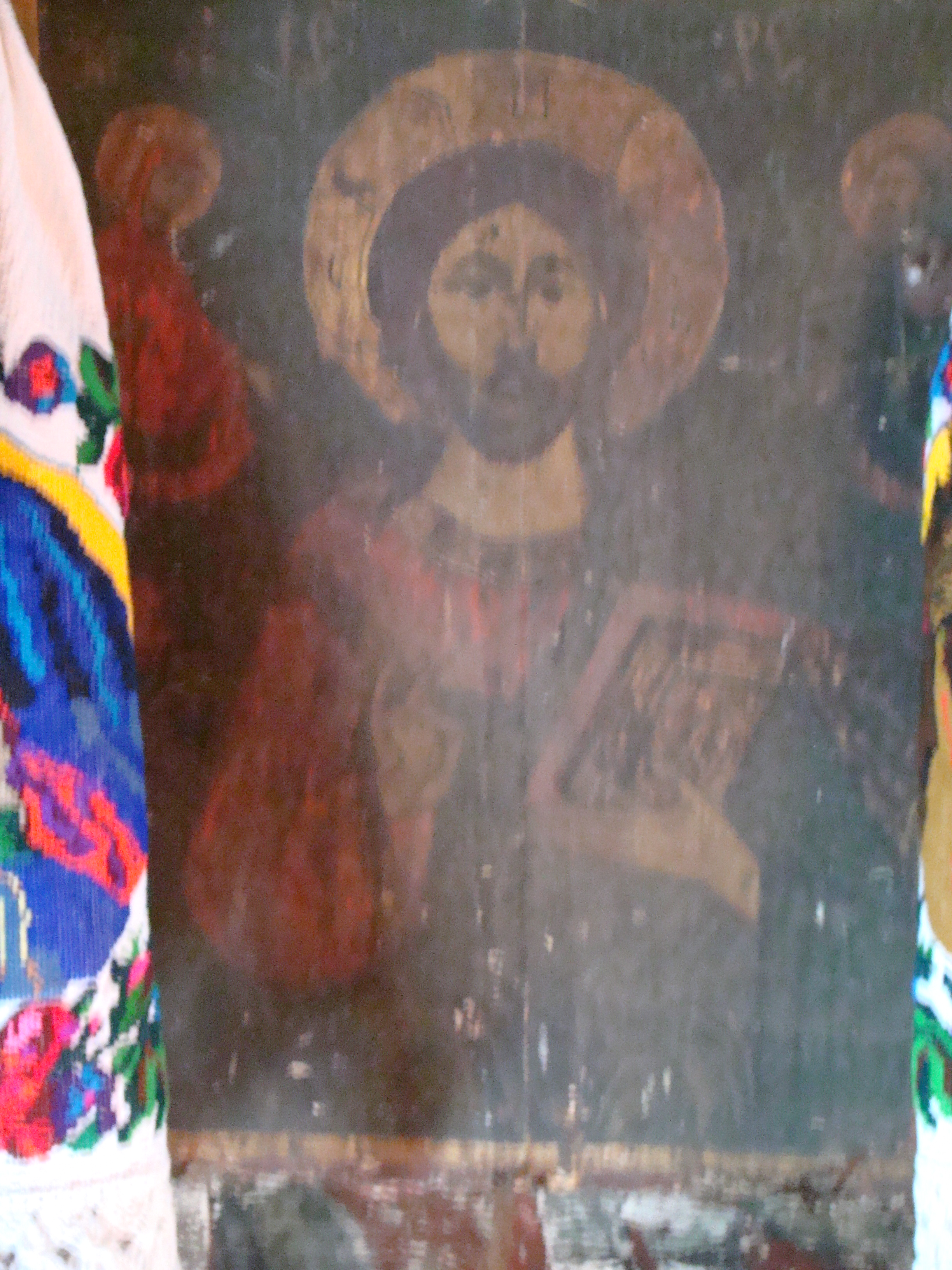
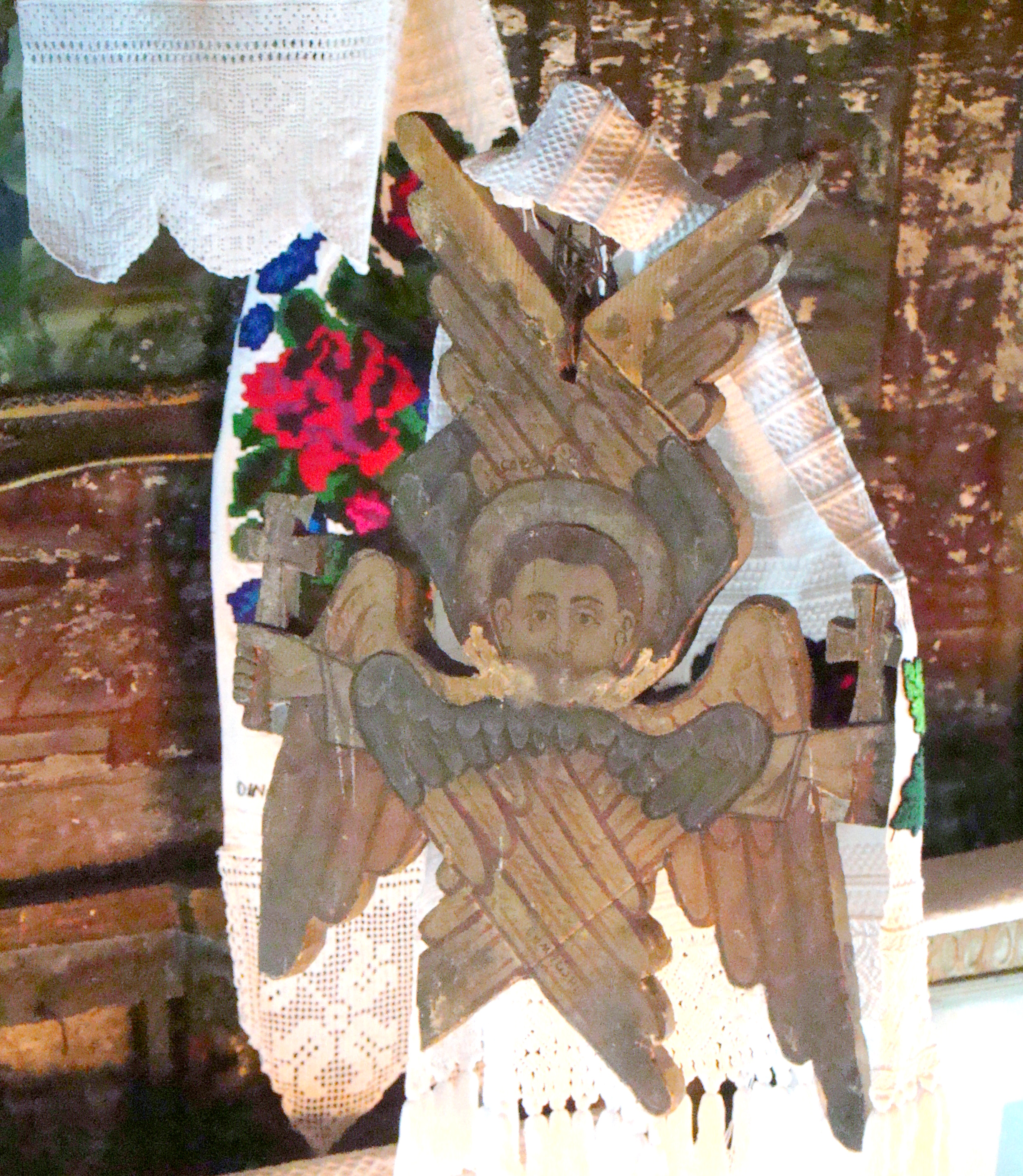
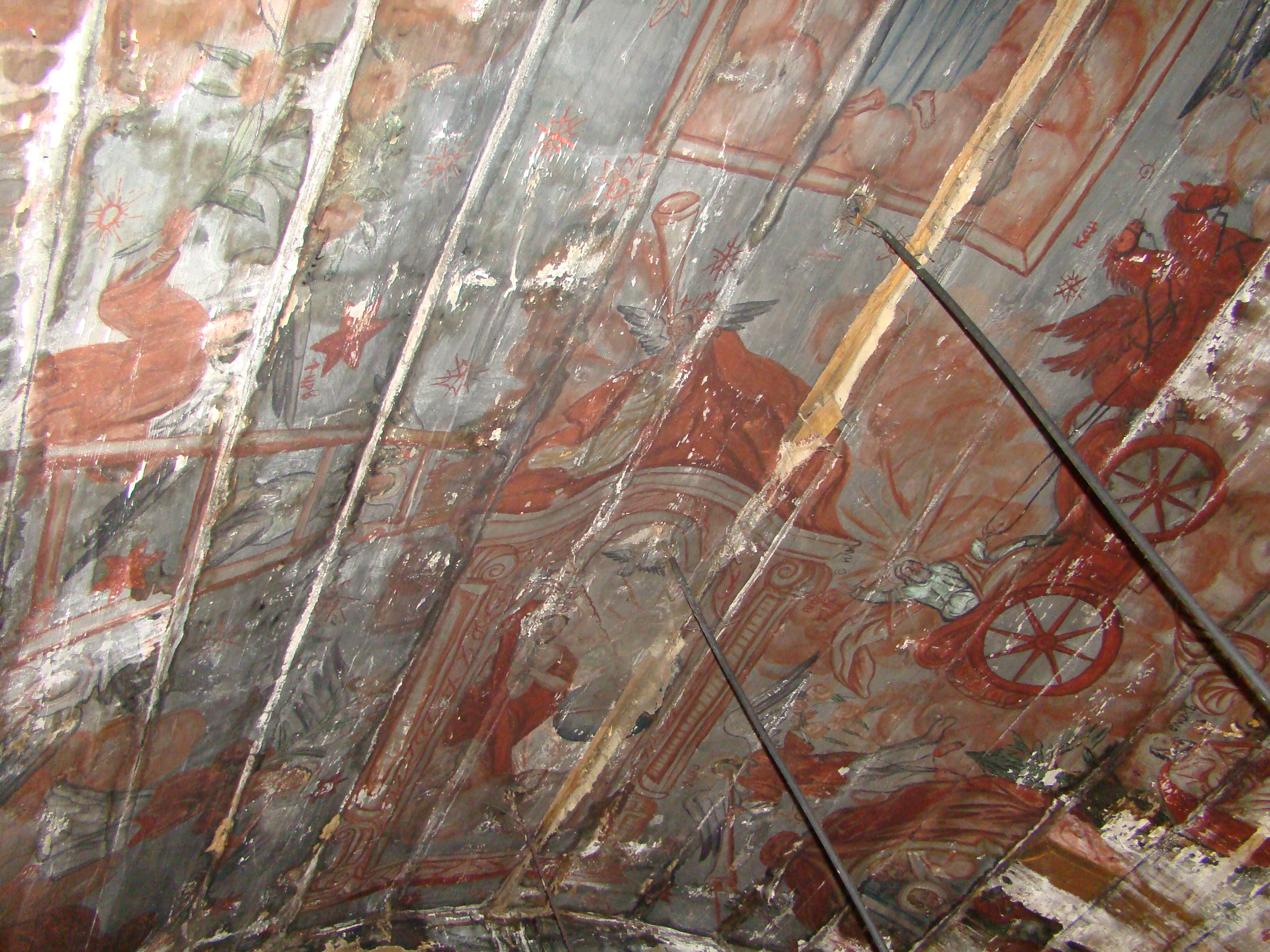
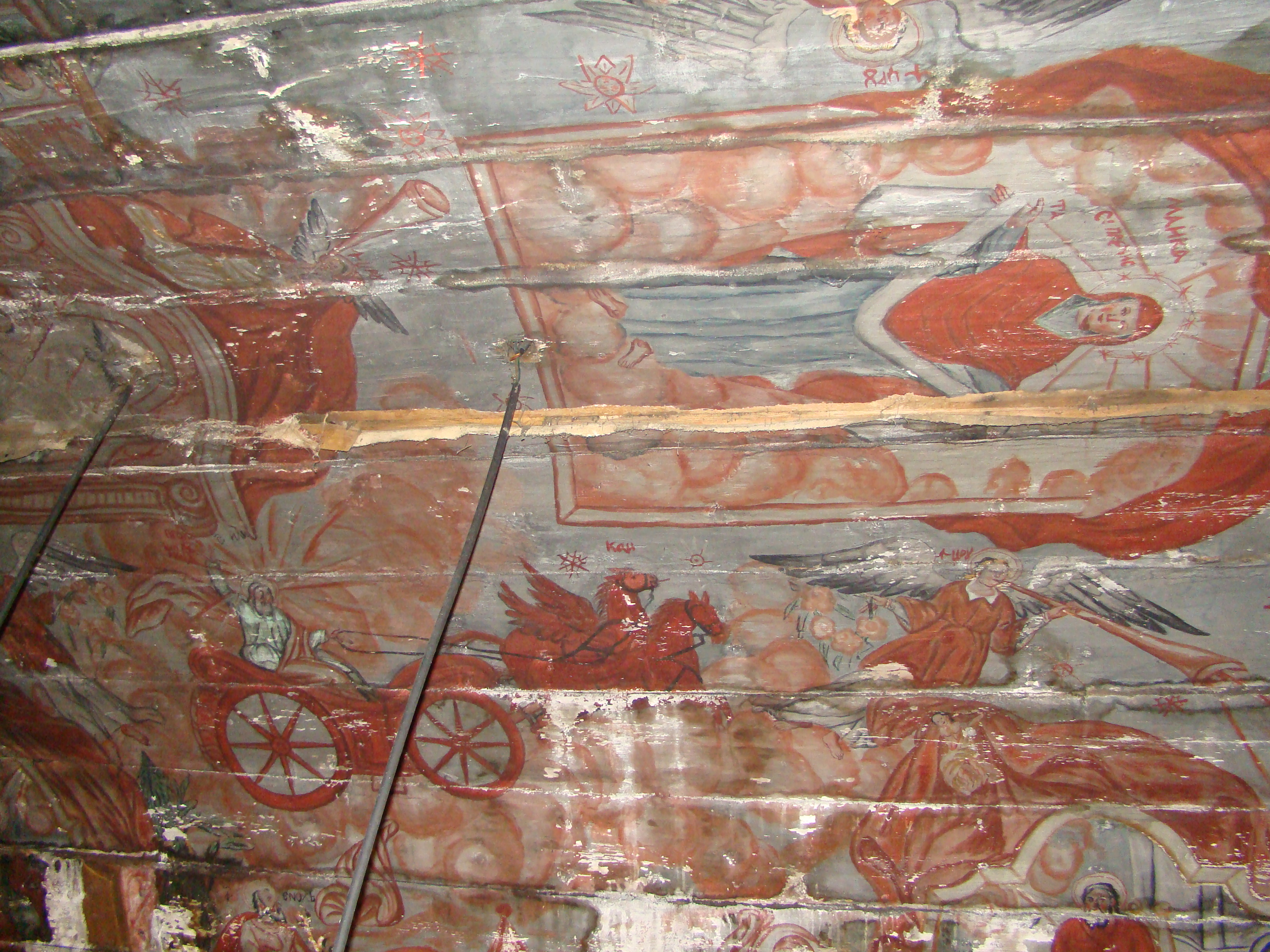
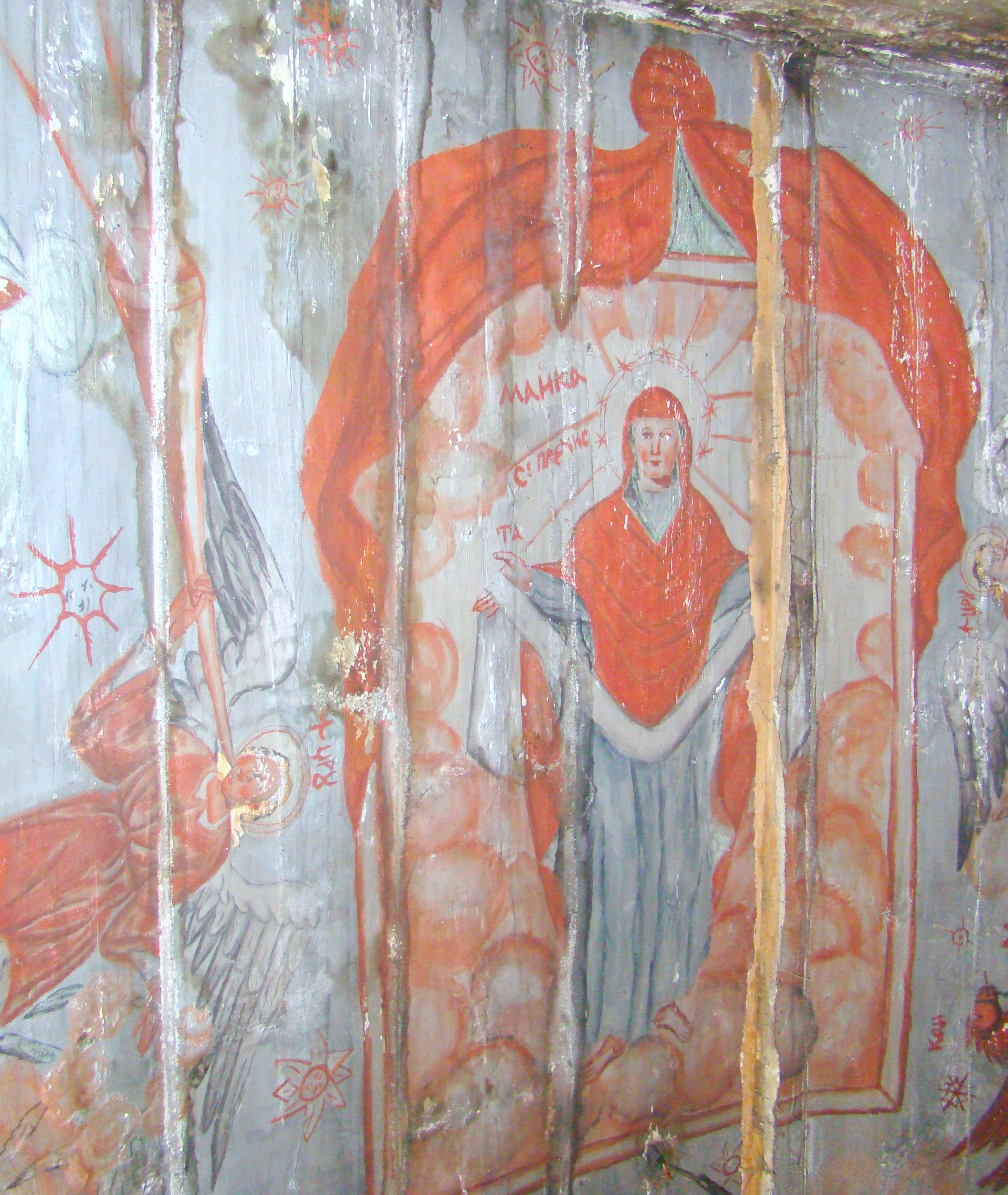
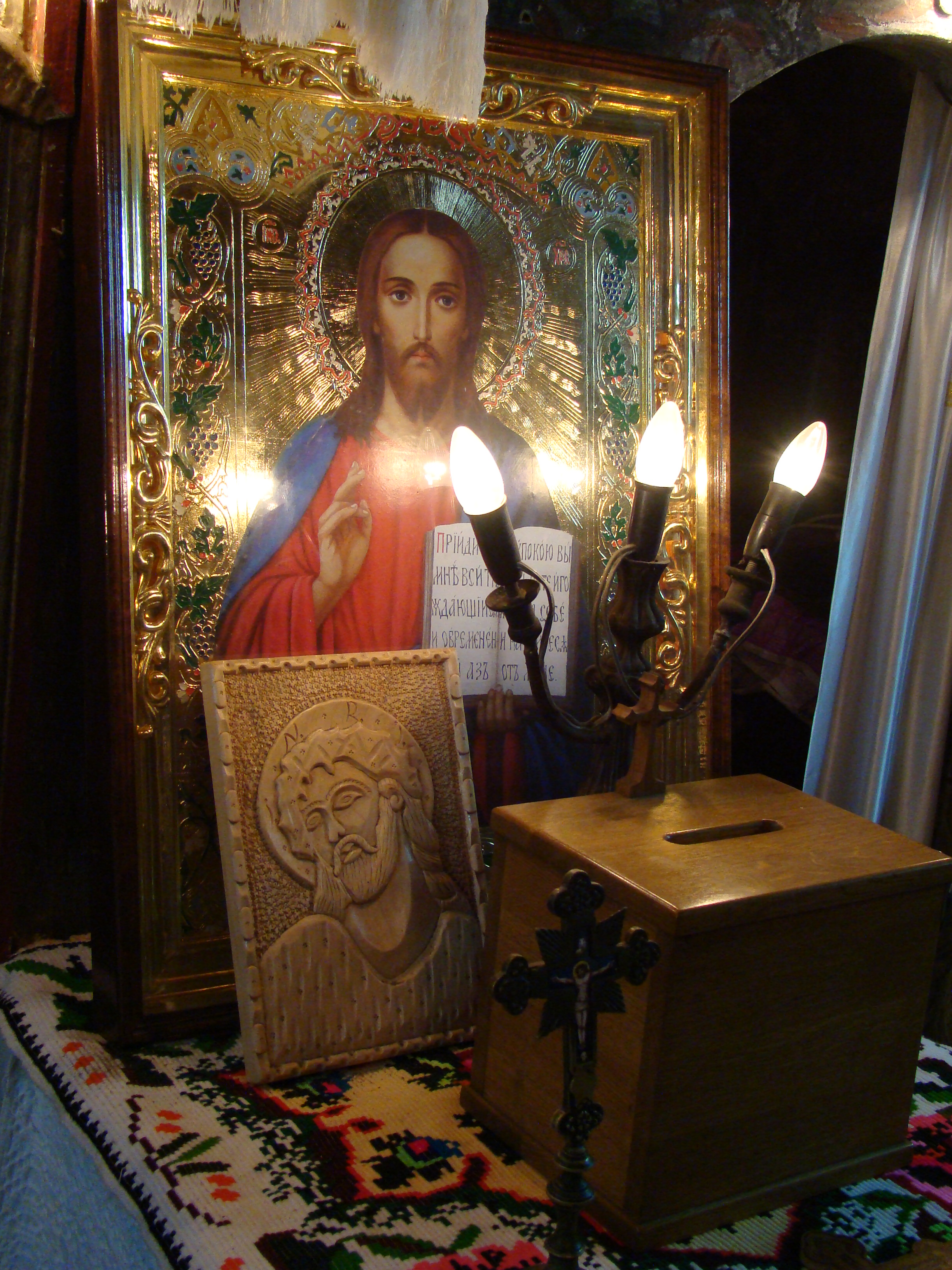
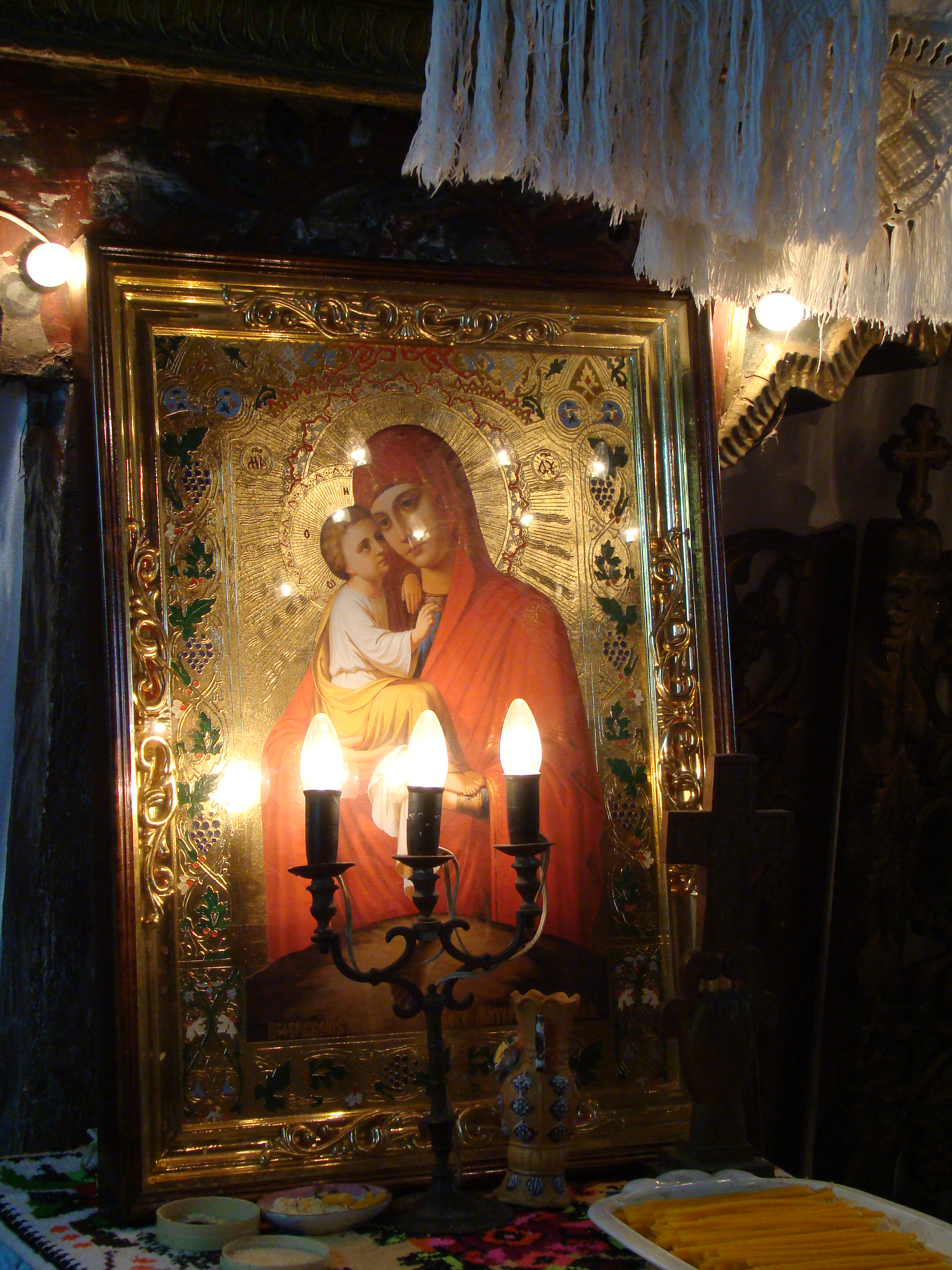
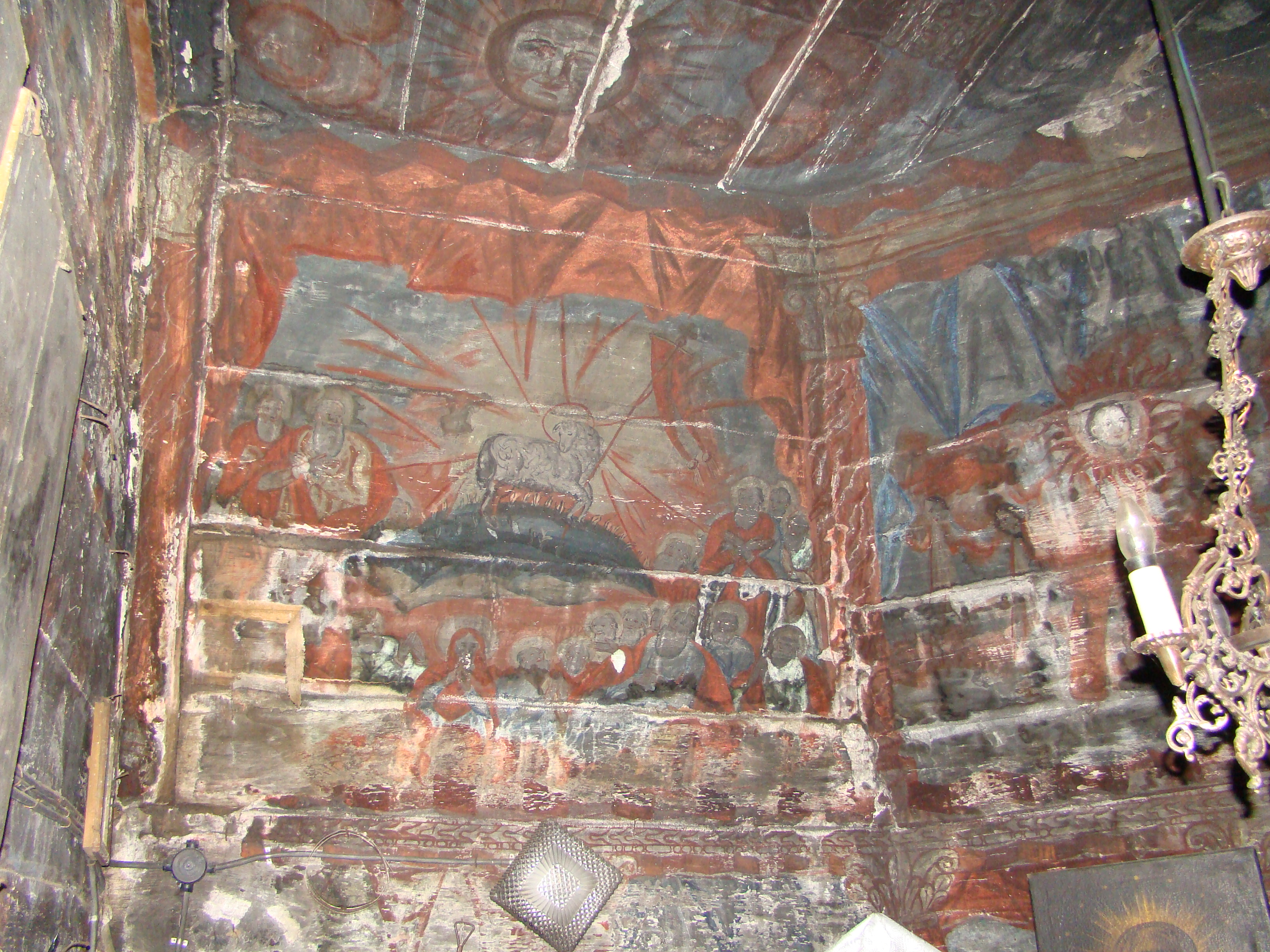
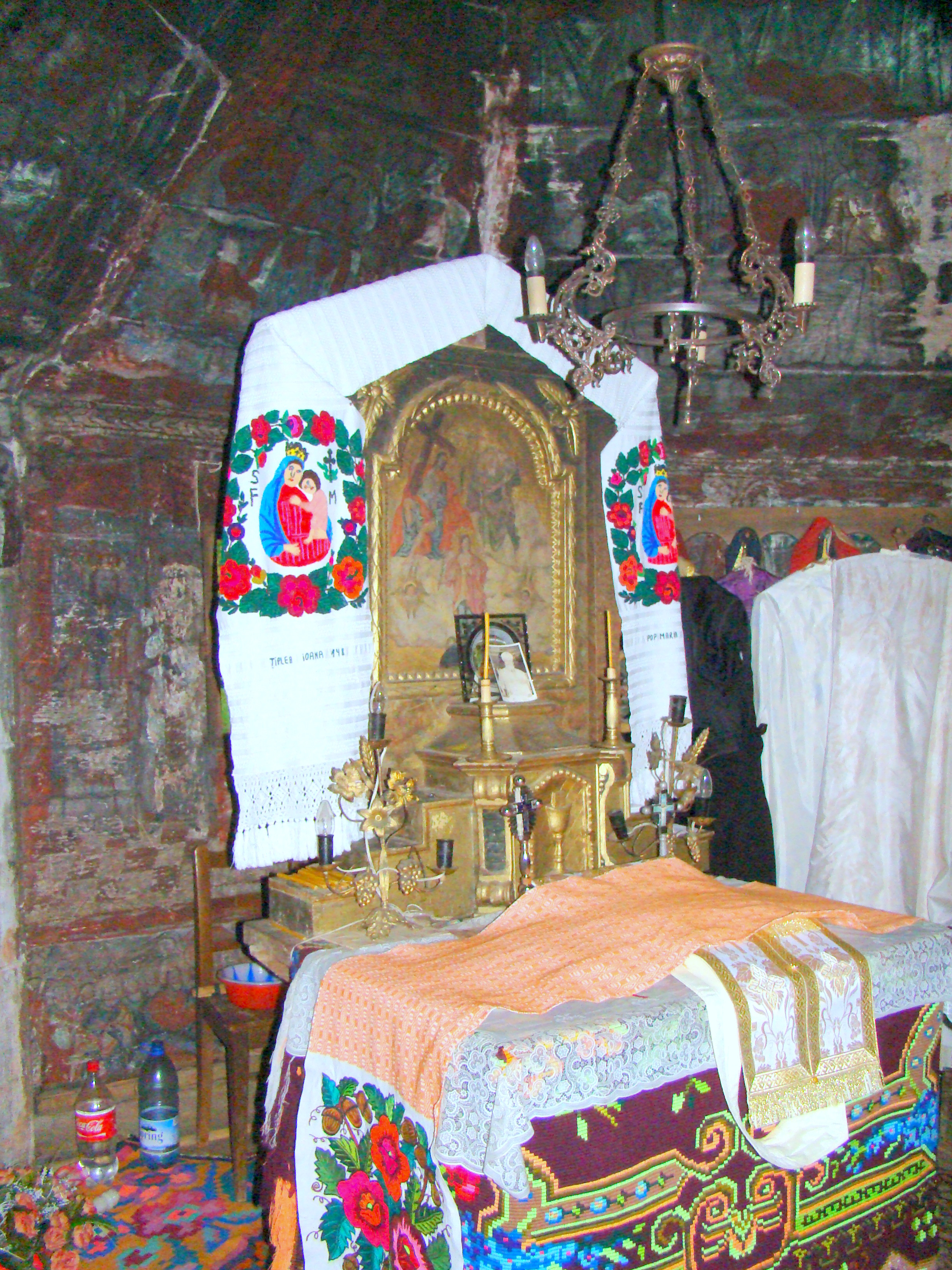

## Imagini din exterior

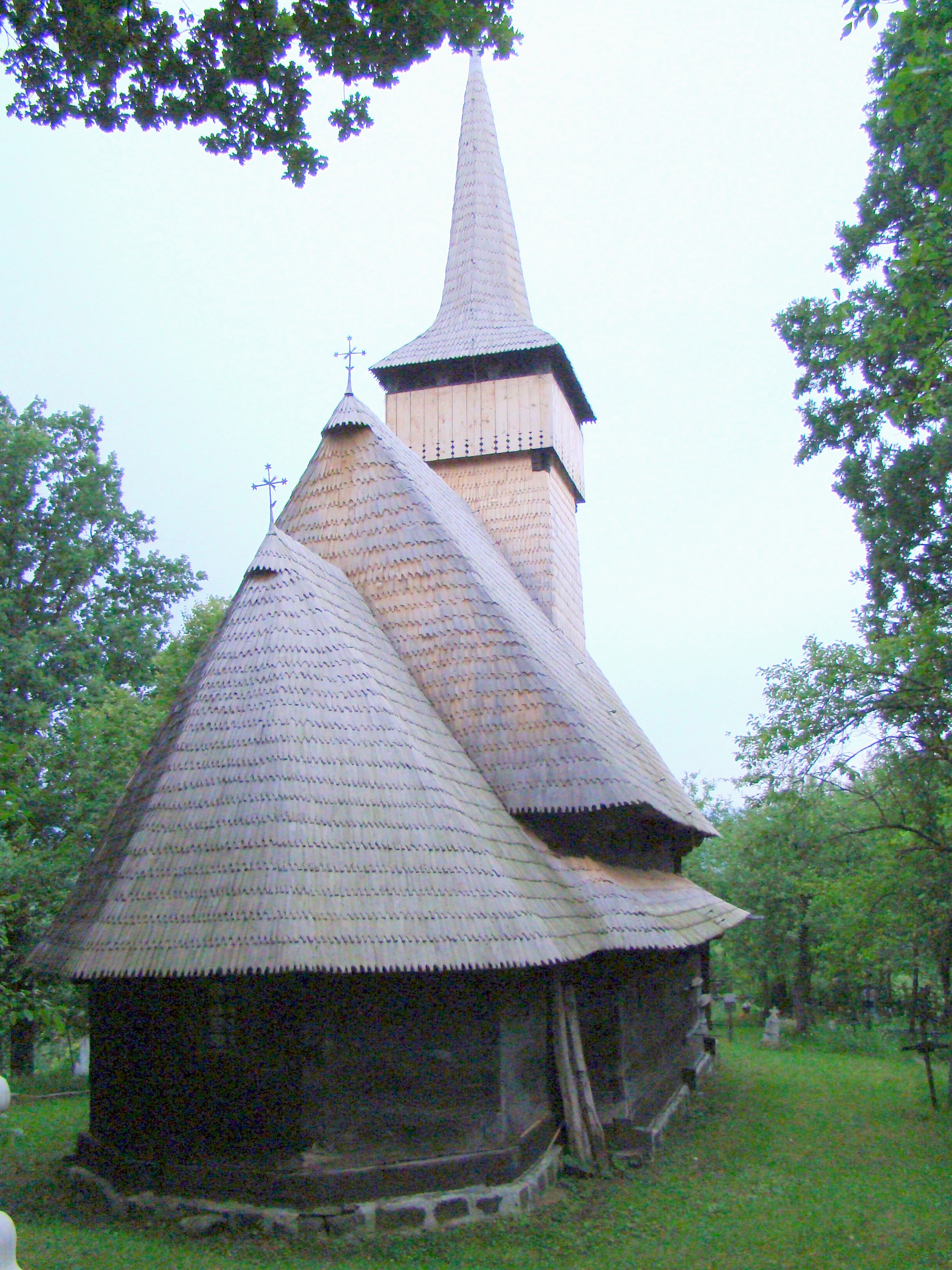
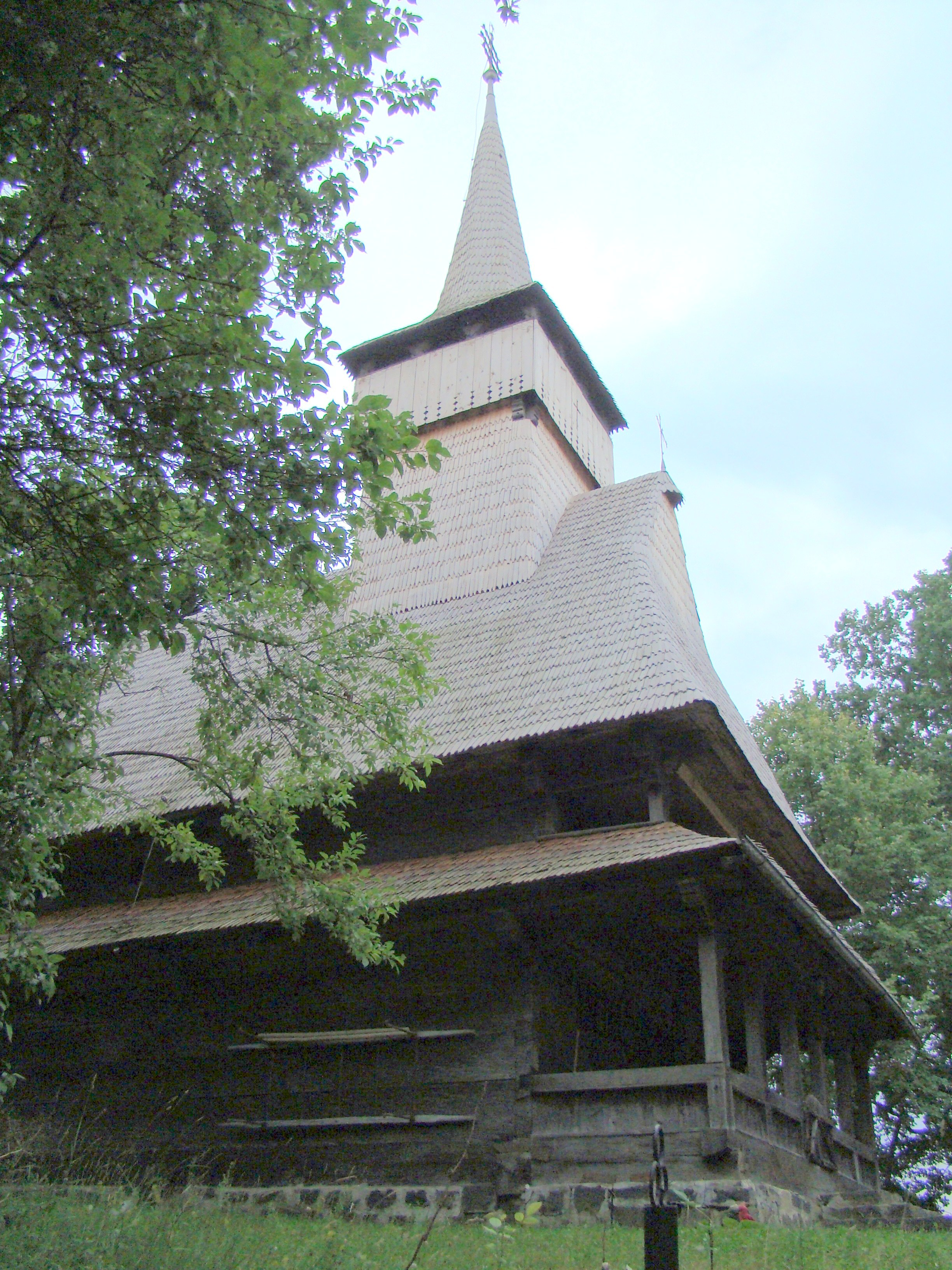
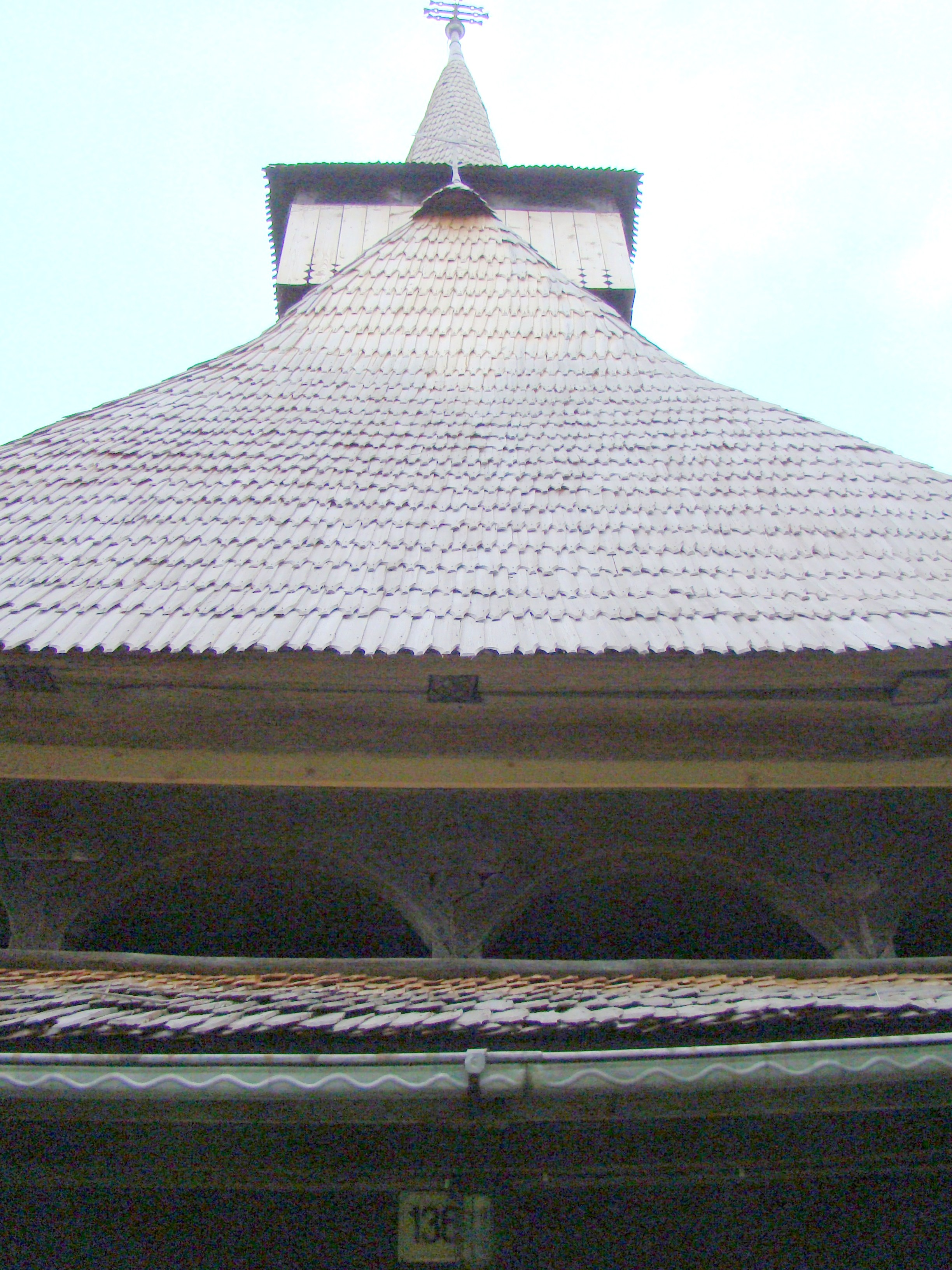
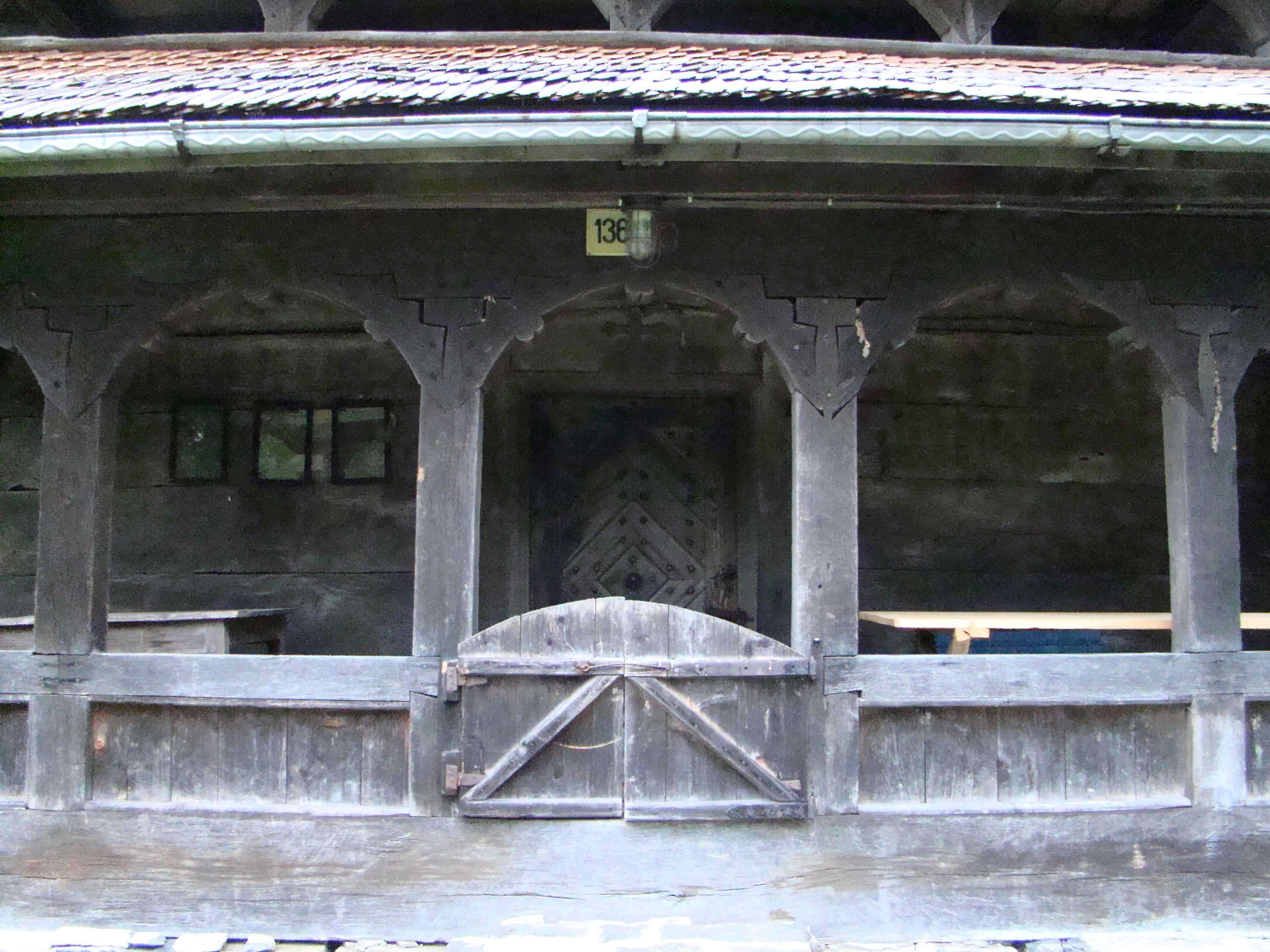
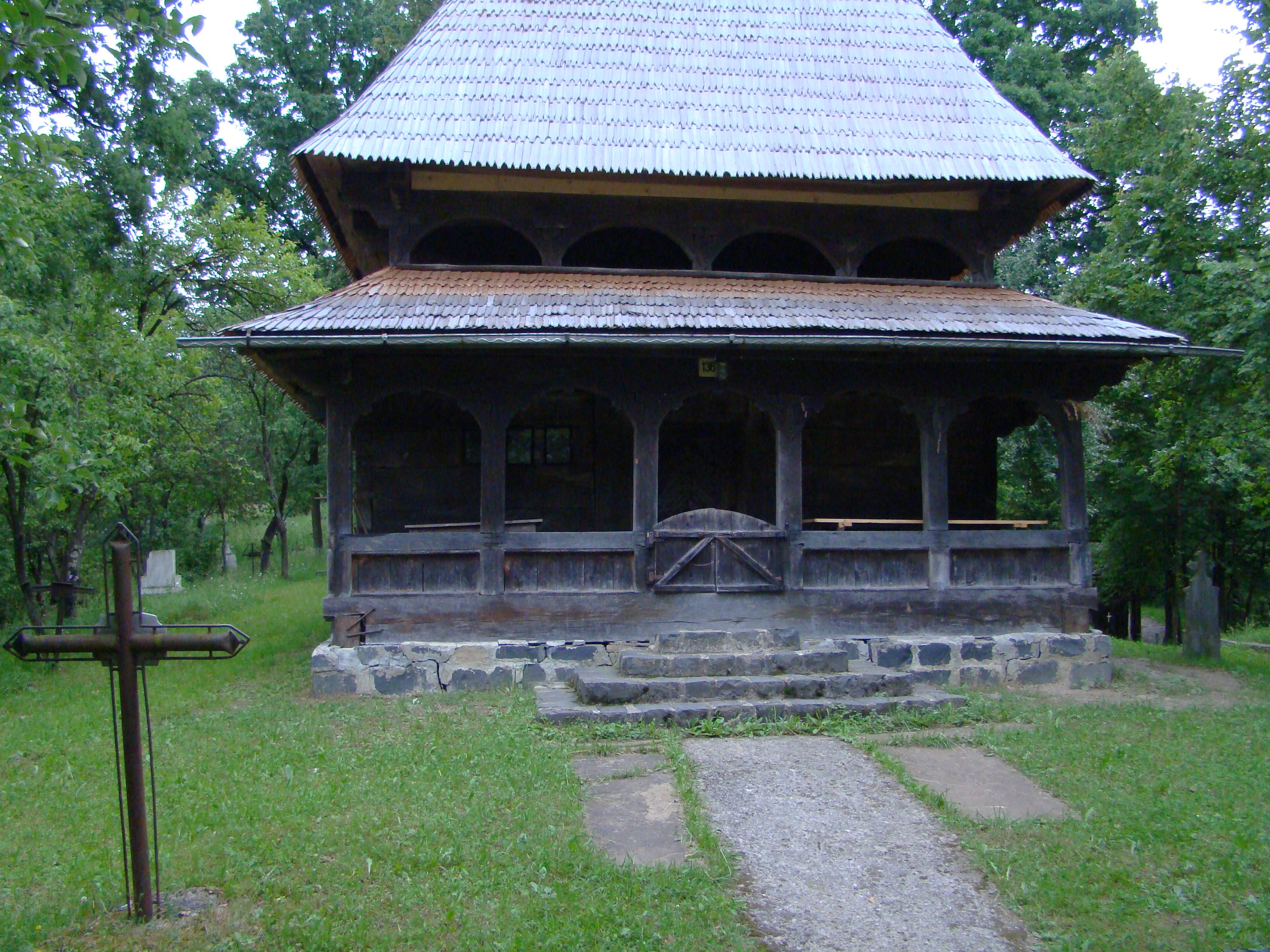
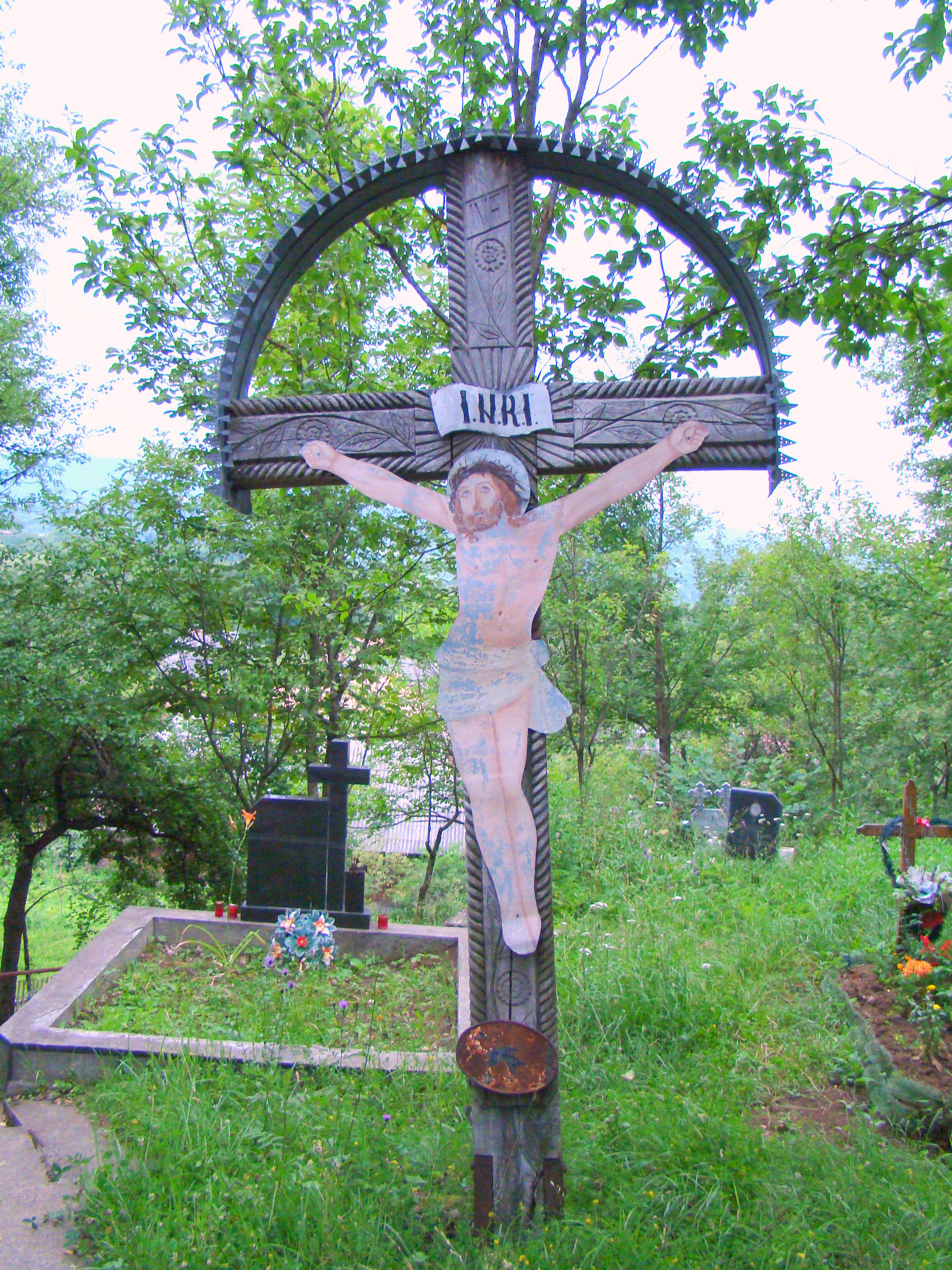
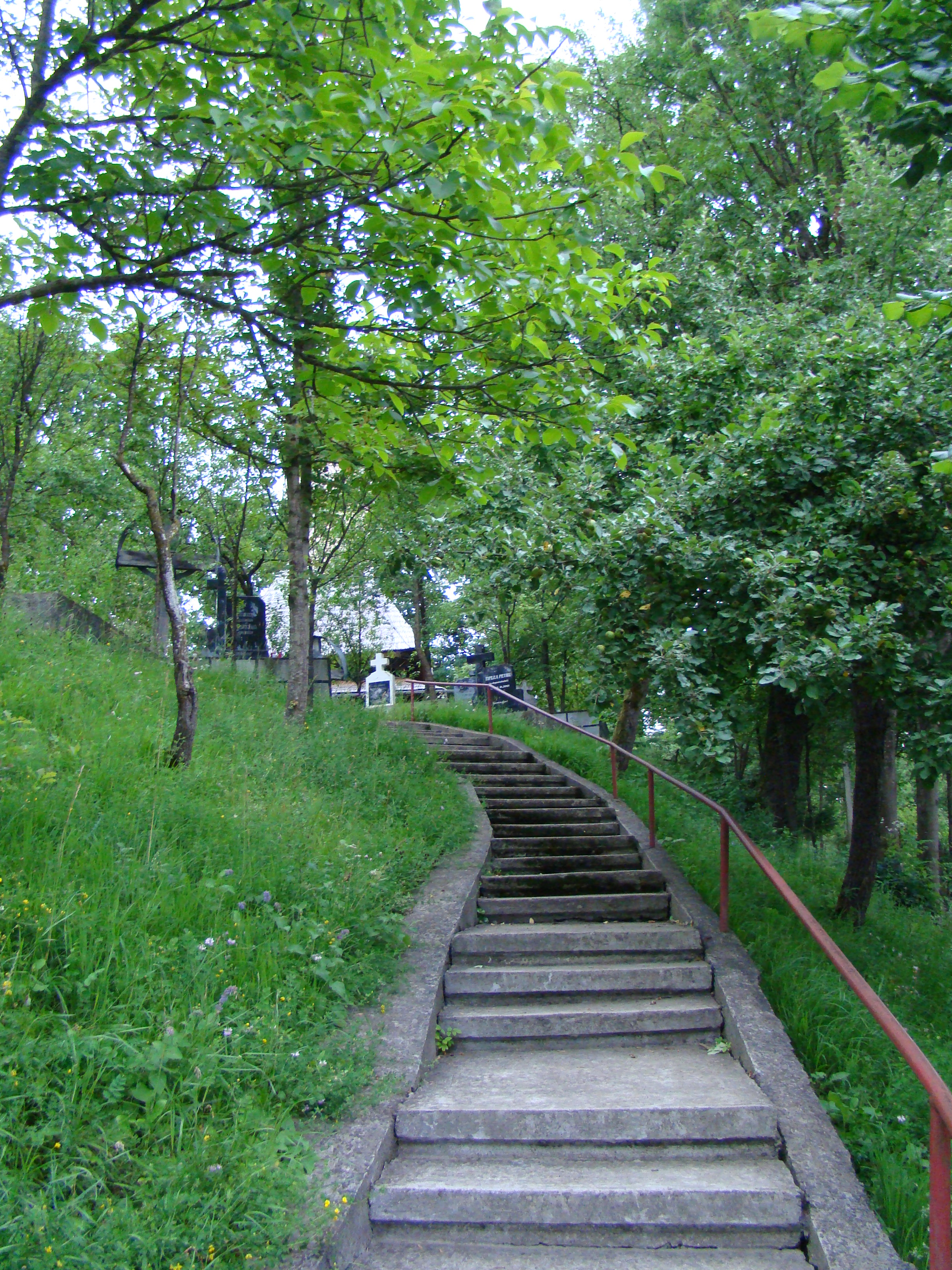
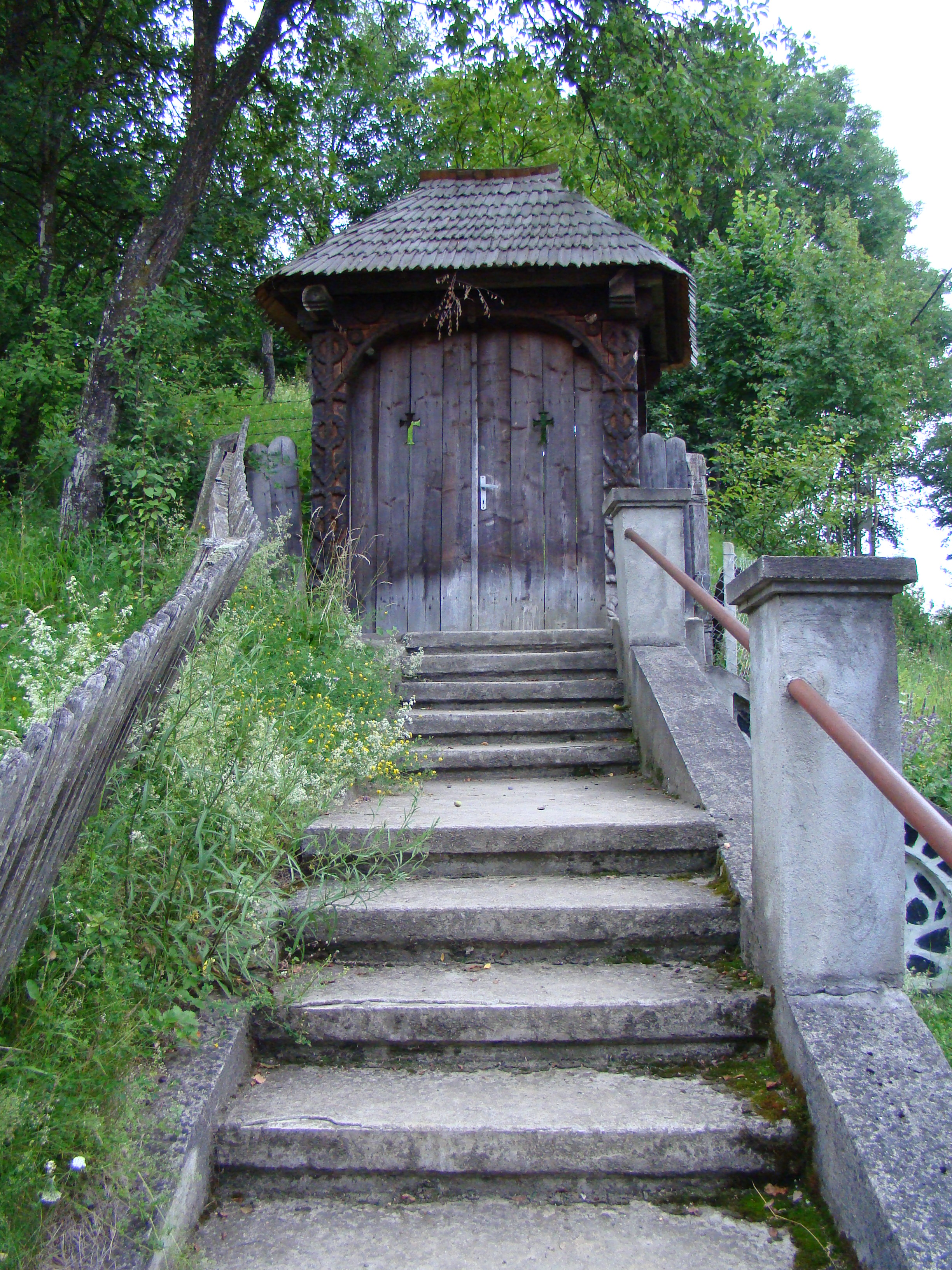
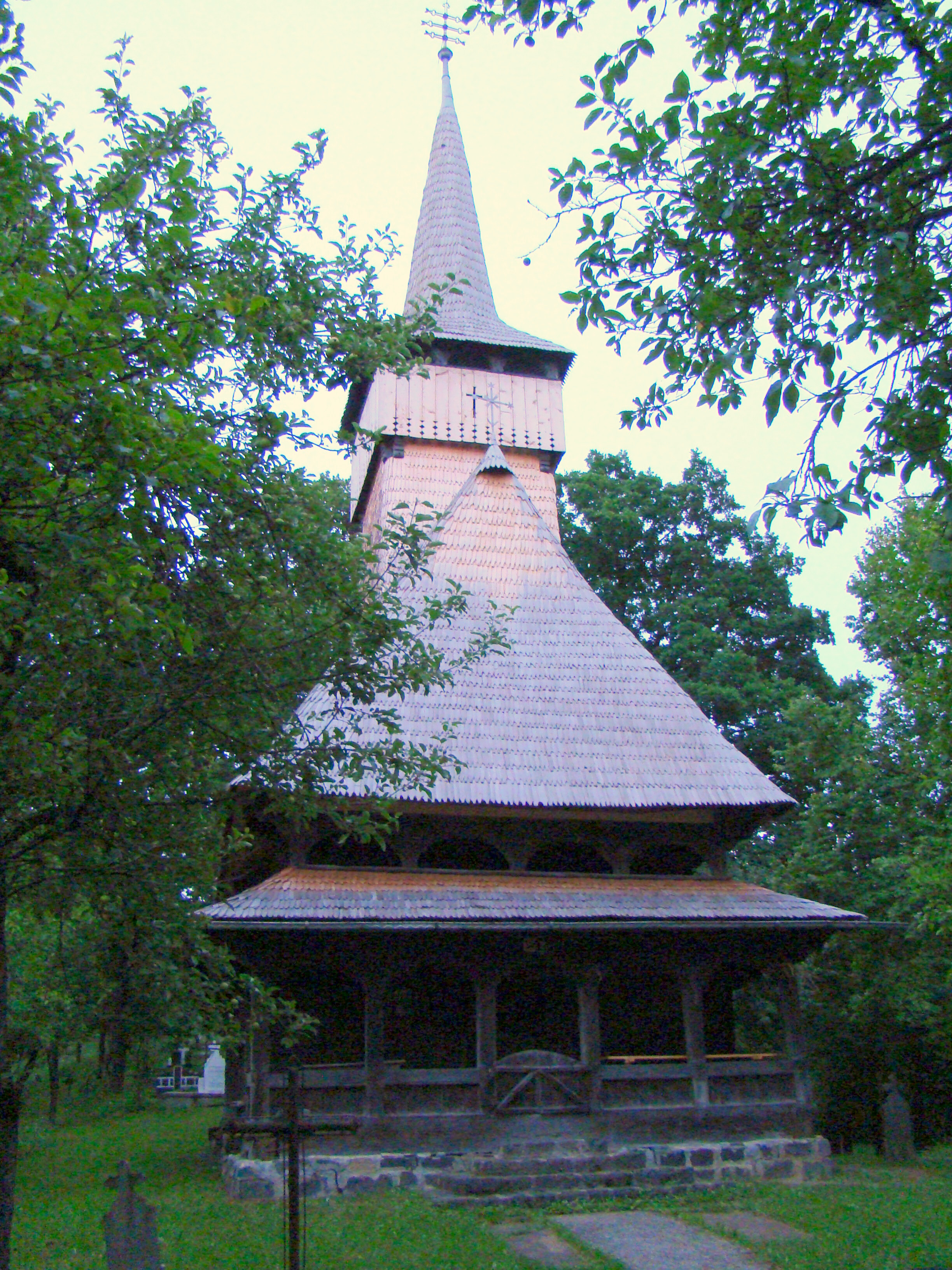
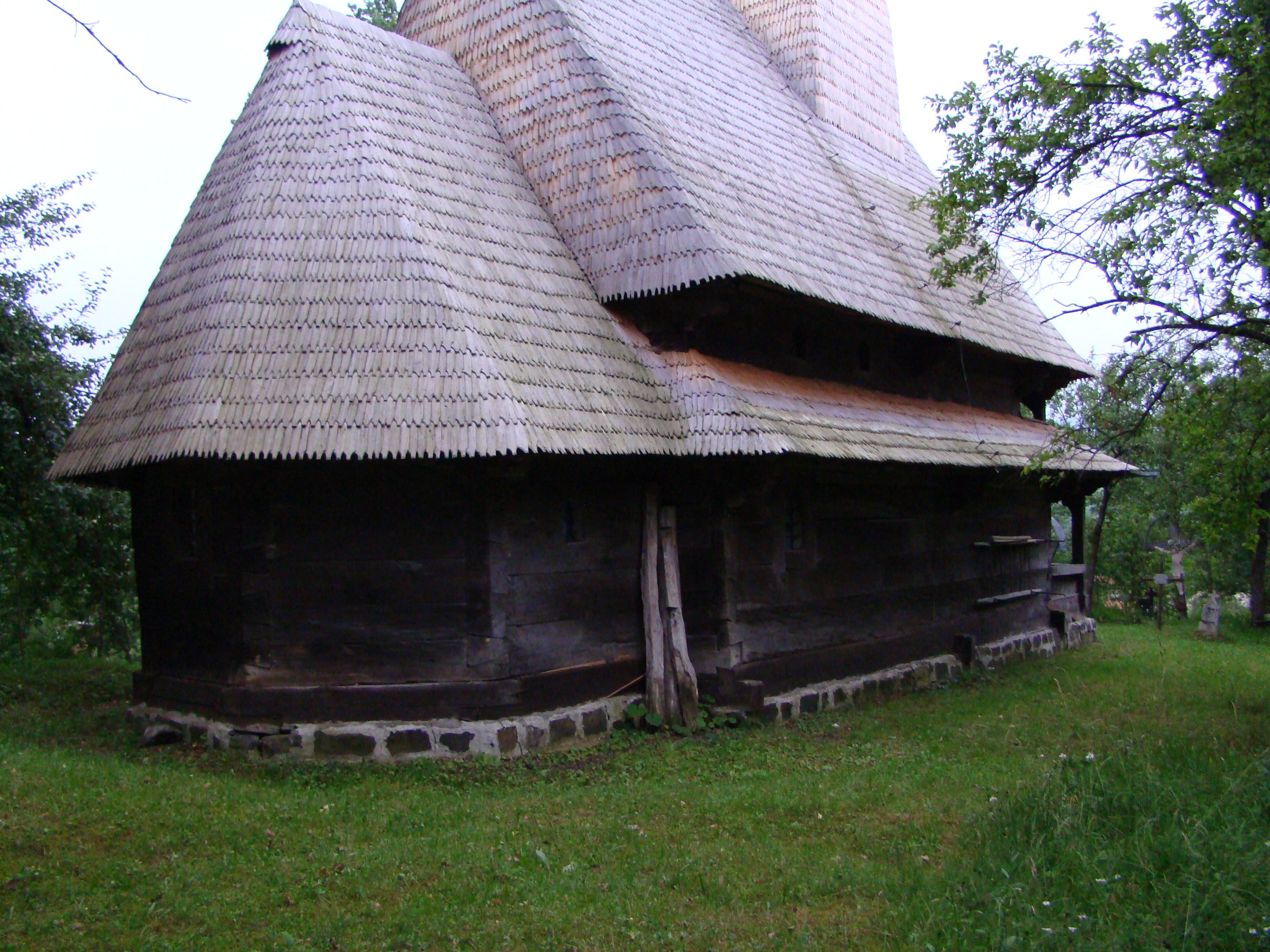
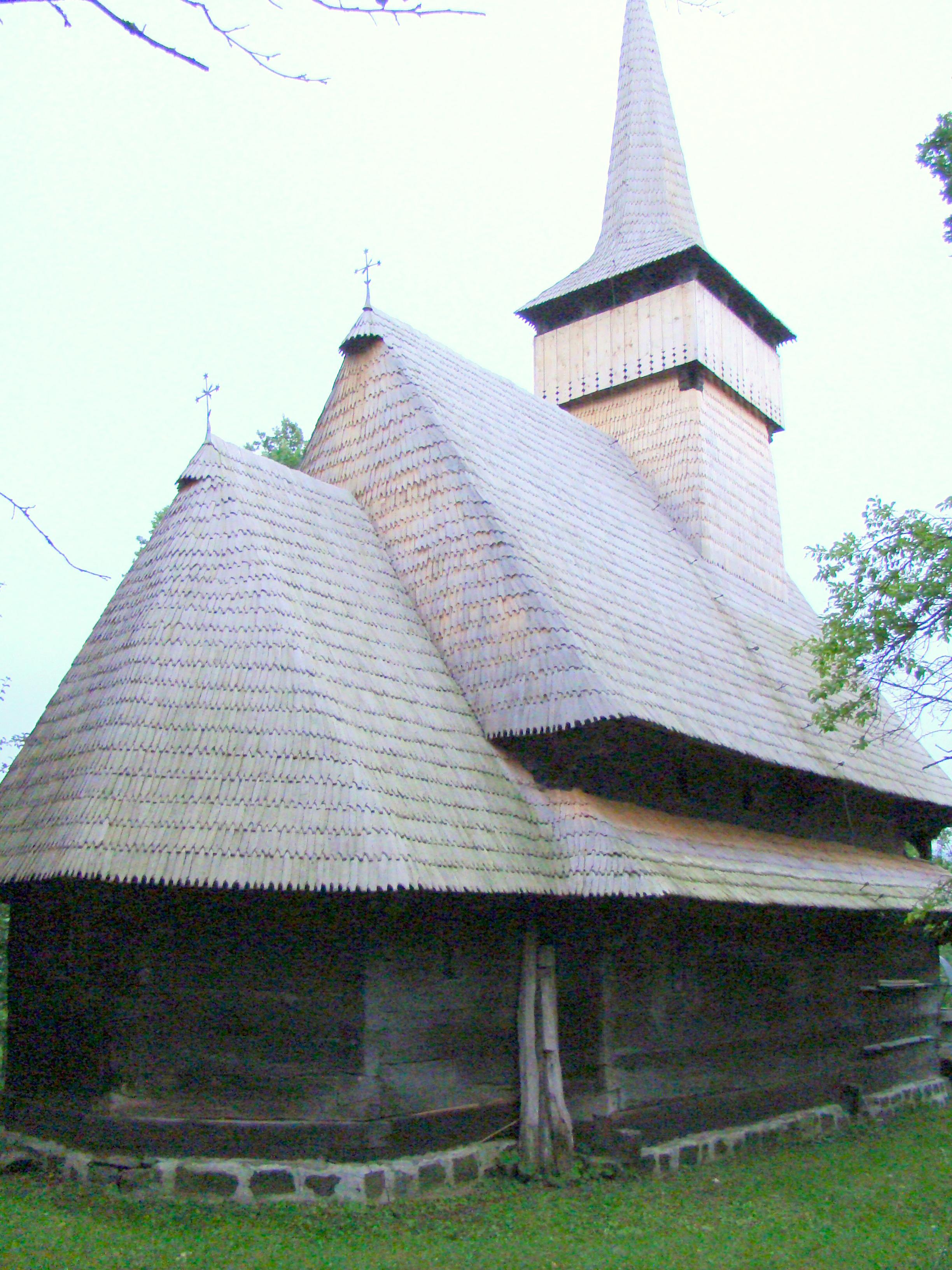
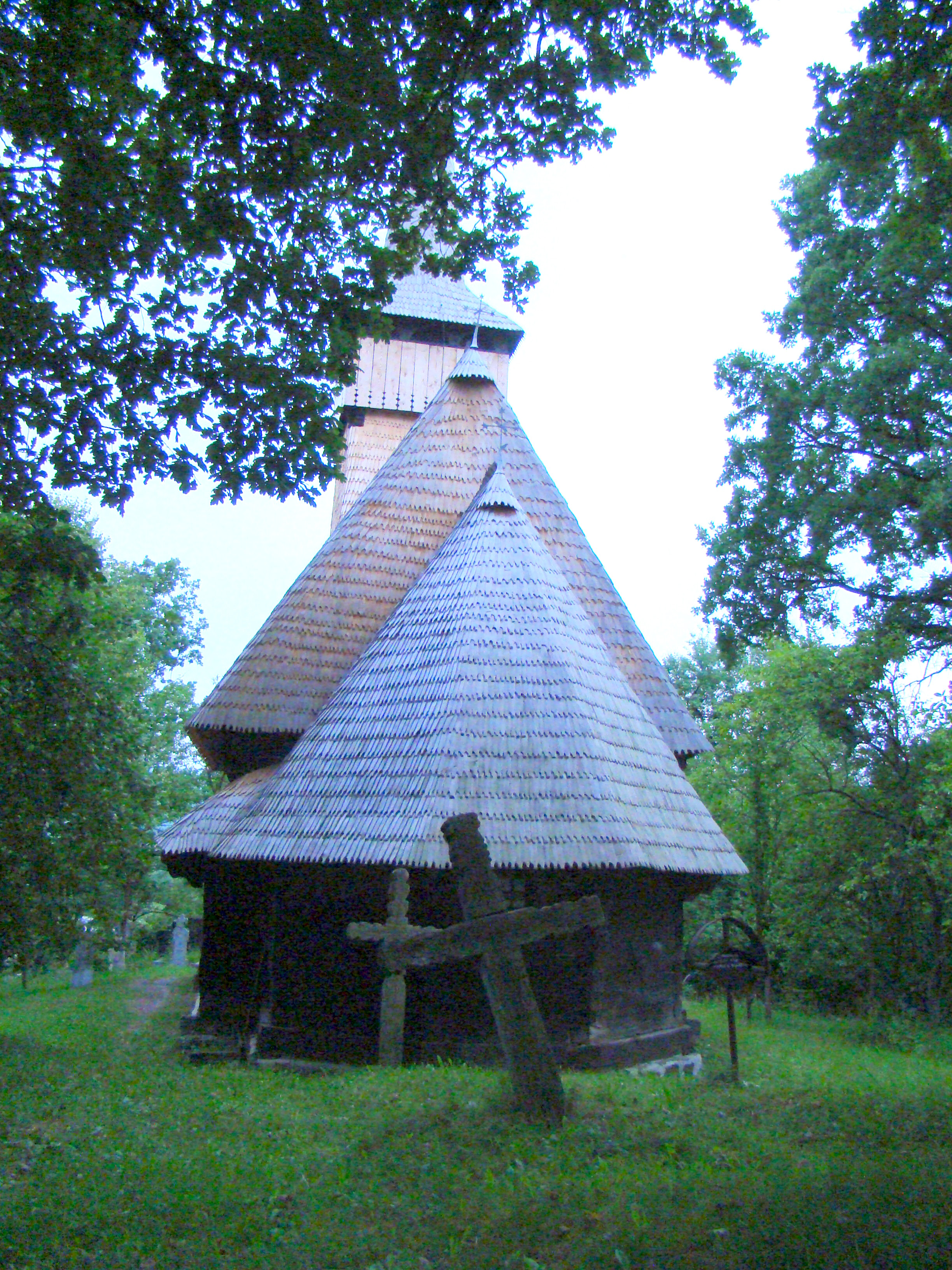
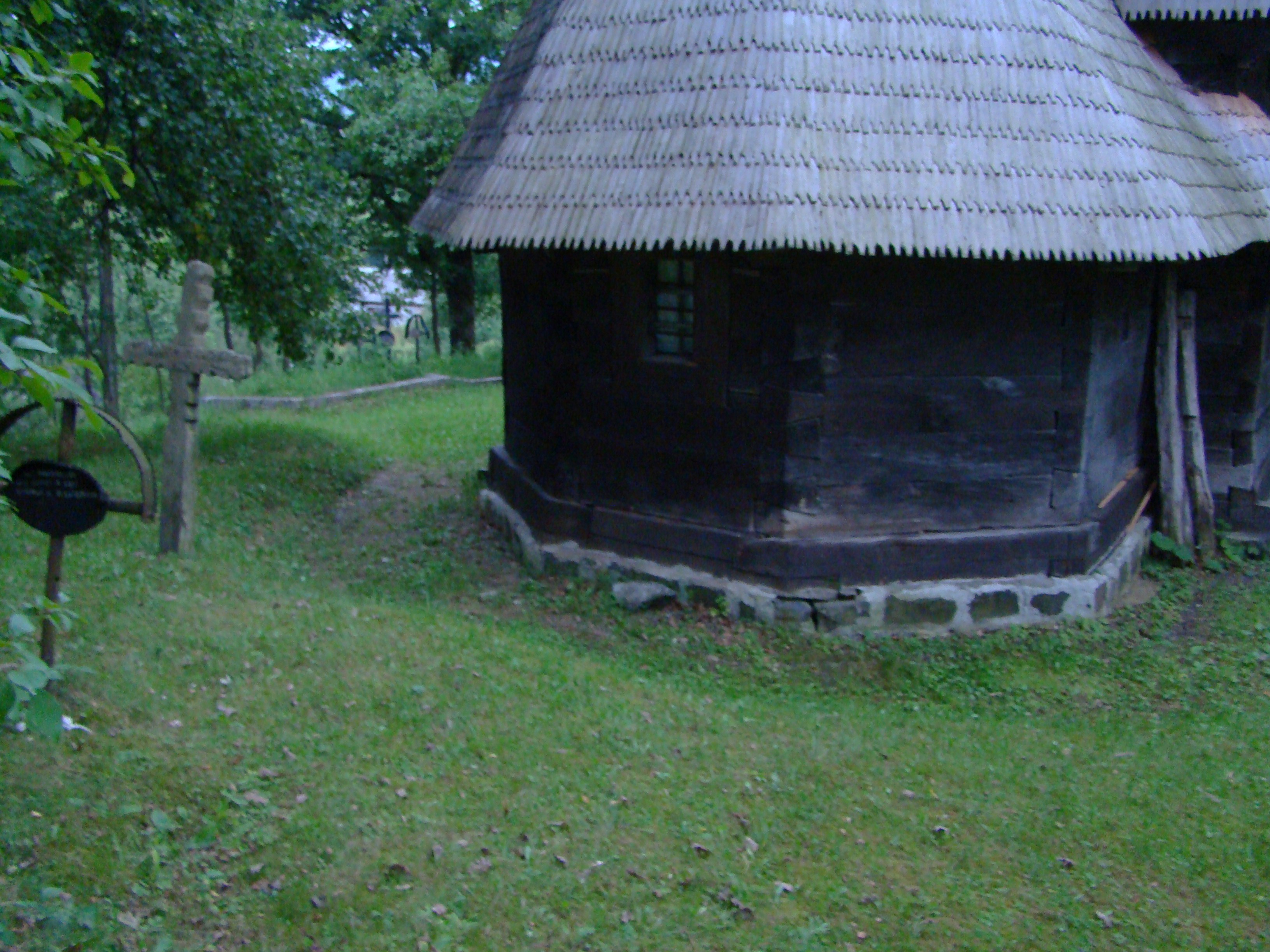
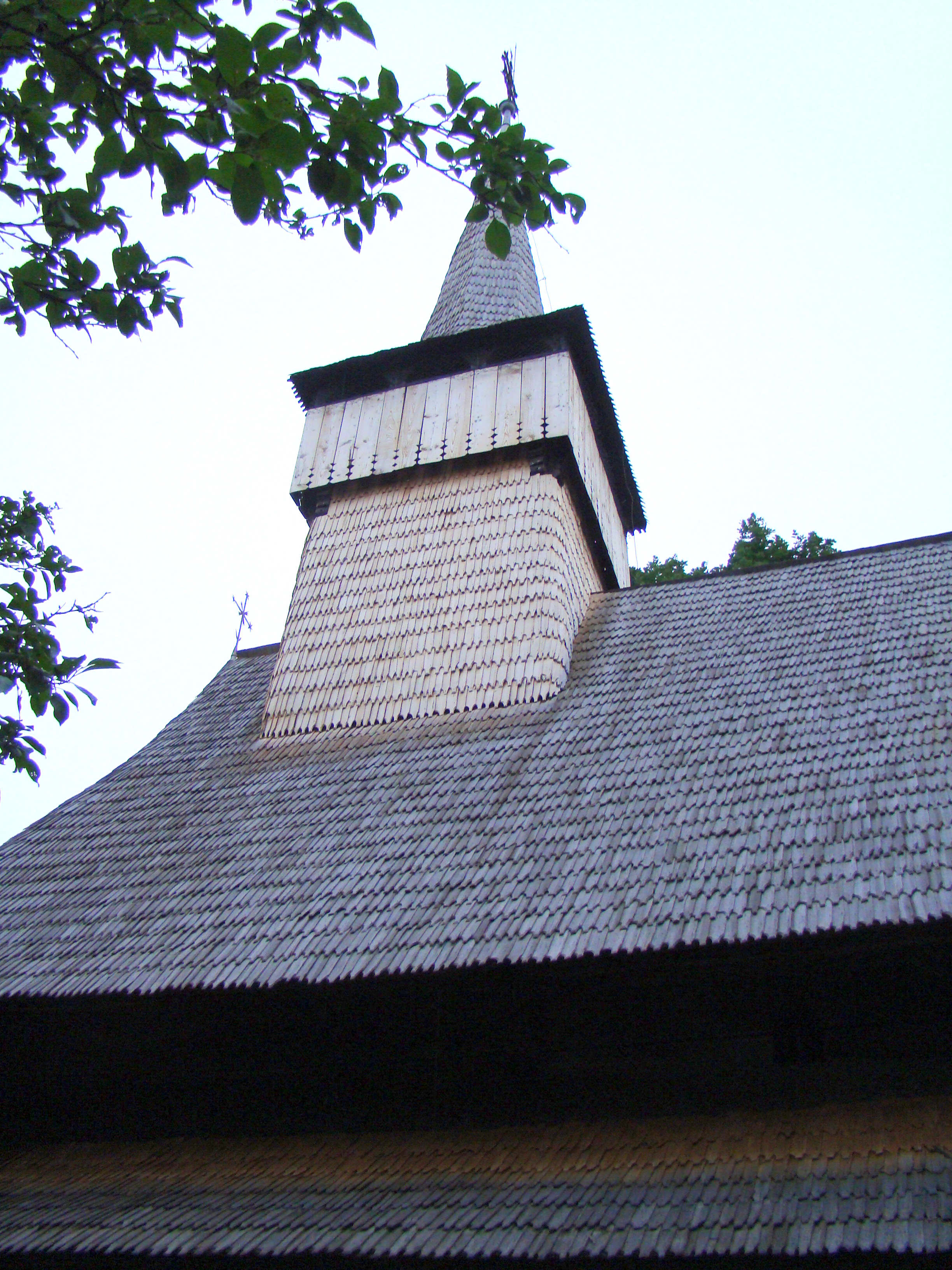
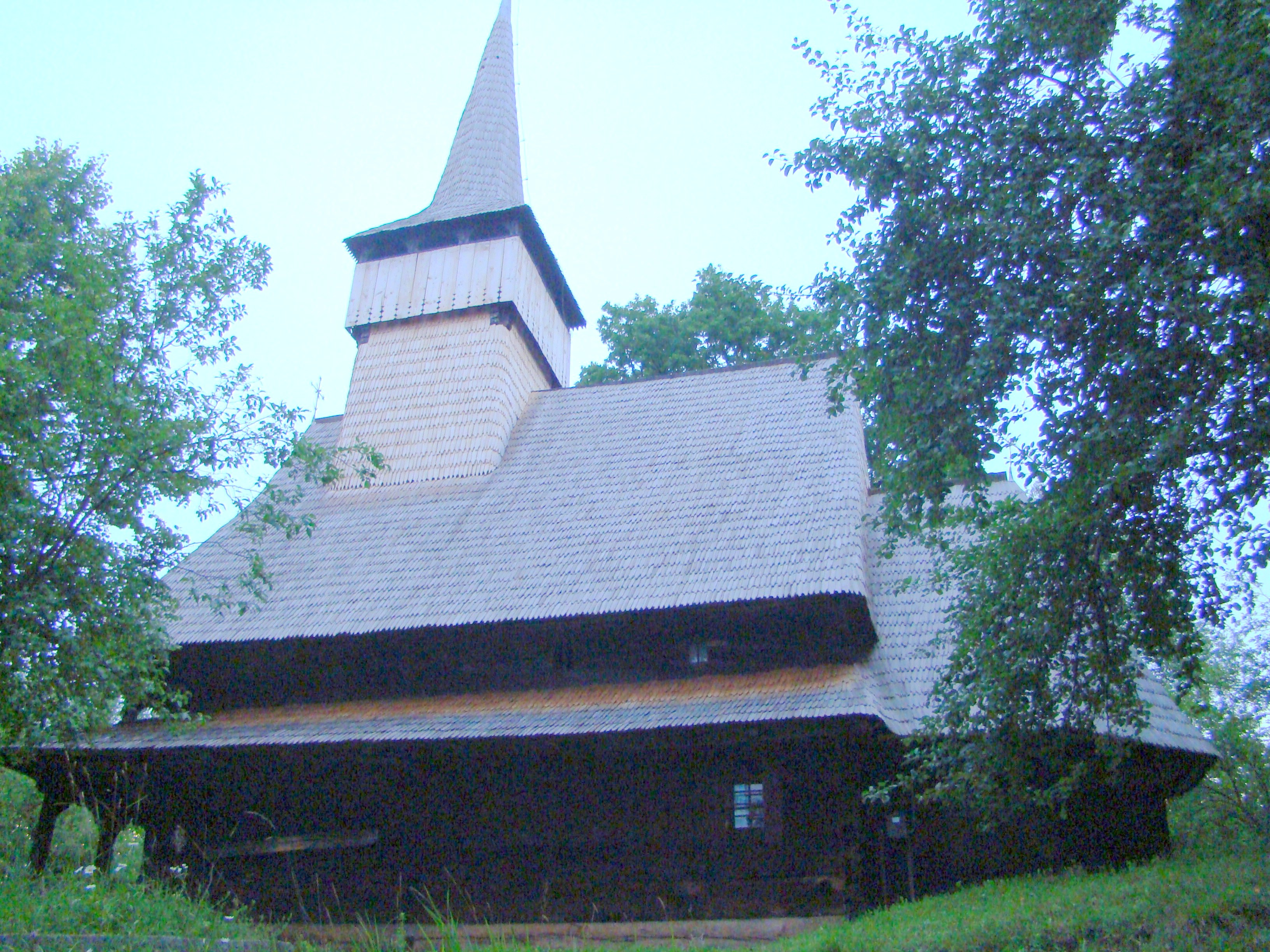